# يوسف الأسير
الشَيخ العَلَّامَة أبو مُحمَّد يُوسُف بن عَبد القَادِر بن مُحَمَّد الحُسَينِي الأَسِير الصَّيدَاوِي الأَزْهَرِي الشَّافِعِي هو فقيه وفَرَضي وأديب وكاتب وشاعر ولُغوي وصحفي من أعلام النهضة العربيَّة أواخر العصر العُثماني. وُلد في مدينة صيدا الداخلة في نطاق إيالة عكَّا سنة 1232هـ المُوافقة لسنة 1817م حسب الزِّركلي، بينما حدَّد كحَّالة وجرجي زيدان سنة ولادته بأنَّها 1230هـ المُوافقة لسنة 1815م. نشأ في صيدا في كنف والده، وتلقَّى مبادئ العُلُوم، فختم القُرآن وهو في السابعة من عُمره، ثُمَّ اتَّجه إلى المدرسة المُراديَّة بدمشق ودرس بها حينًا قبل أن يعود إلى صيدا، ثُمَّ غادرها مُجددًا إلى القاهرة فأقام سبع سنين درس خلالها ودرِّس بالأزهر، واحتكَّ بعددٍ من مشاهير العُلماء والأعيان، ثُمَّ رجع إلى الشَّام ليشتغل بالتدريس والتأليف والقضاء والإفتاء، فتنقَّل بين صيدا وطرابُلس وبيروت، وتتلمذ على يديه بعض الأعلام الذين تبوَّأوا مناصب كبيرة لاحقًا، منهم يُوحنَّا الحاج الذي صار بطريقًا للموارنة، والمُطران يُوحنَّا الحبيب مُؤسس جمعية المُرسلين اللُبنانيِّين الموارنة، والمُستشرق الأمريكي الدكتور كرنيليوس ڤانديك، وغيرهم.
تولَّى الأسير مناصب رسميَّة وعلميَّة عدَّة خلال حياته، فعُيِّن رئيسًا لكُتَّاب المحكمة الشرعيَّة ببيروت، ثُمَّ عُيِّن مُفتيًا لمدينة عكَّا، ثُمَّ مُدعيًا عامًّا في جبل لُبنان، ووُلِّي القضاء في المتن وكسروان. وسافر إلى إستنبول عاصمة الدولة العُثمانيَّة، فعُيِّن رئيسًا لديوان التصحيح في نظارة المعارف وأُستاذًا لِلُغة العربيَّة في دار المُعلِّمين، ونال في أثناء إقامته بإستنبول مقامًا رفيعًا بين رجالها، وعرضوا عليه البقاء فيها وأن يتولَّى منصبًا رفيعًا، لكنَّ صحَّته لم تُسعفه فعاد إلى بيروت فكان مُعاونًا لقاضيها ومُدرِّسًا في بعض مدارسها، كمدرسة الحكمة والكُليَّة السوريَّة الإنجيليَّة وغيرها.
انكبَّ الأسير على التأليف عند عودته إلى بيروت، وكان اشتغاله غالبًا في الفقه واللُّغة، فألَّف كتابًا في الفقه سمَّاه «رائض الفرائض»، وشرح كتاب «أطواق الذهب في المواعظ» للعلَّامة الزمخشري، ونظم كثيرًا في القصائد طُبع منها جانبٌ كبير في ديوانٍ يُعرف باسمه، ونشر أبحاثًا كثيرةً في الصُحُف، وتولَّى رئاسة التحرير لجريدتيّ «ثمرات الفُنُون» و«لسان الحال» مُدَّة. ومن أعماله المشهورة خلال هذه الفترة مُعاونته الدكتور ڤانديك والشيخ ناصيف اليازجي في تعريب الكتاب المُقدَّس، ونظم ترانيم روحيَّة مسيحيَّة يترنَّم بها النصارى الإنجيليُّون في المعابد والمنازل.
تُوفي الأسير في بيروت يوم 6 ربيع الأوَّل 1307هـ المُوافق 28 تشرين الثاني (نوڤمبر) 1889م، ودُفن في جبَّانة الباشورة، وأبَّنه العُلماء والأُدباء والشُعراء، الذين وصل عددهم إلى عشرين. وجمع مراثيه الشيخان إبراهيم الأحدب وأبو الحسن الكستي في كُرَّاسٍ سنة وفاته، صُدِّرت فيها ترجمة الأسير.

## أصله ونسبه
يرجع الأسير في نسبه إلى آل البيت. فأُسرته تنحدر من الحُسين بن علي بن أبي طالب، لذا يُقال لها «الأسير الحُسيني». وآل الأسير وفقًا للمُؤرِّخ البيروتي الدكتور حسَّان حلَّاق يعودون بجُذُورهم إلى القبائل العربيَّة لا سيَّما قبيلة بني جُذام التي أسهمت في فُتُوحات الشَّام ومصر والمغرب، مُنذ عهد الخليفة عُمر بن الخطَّاب وتحت قيادة الصحابي عمرو بن العاص. وأوردت الباحثة اللُبنانيَّة مُنى عُثمان حجازي النسب الكامل للأسير في رسالتها للماجستير نقلًا عن شجرة نسب عائلته المحفوظة لدى ابن حفيده أحمد بن حميد بن أحمد بن يُوسُف، وورد فيها أنَّهُ:
| « | يُوسُف بن عبد القادر بن مُحمَّد بن مُصطفى بن عبد الله بن عُثمان بن علي بن سيف الملَّة السيِّد السالار السنجري بن قُطب الدين بن علي بن الحُسين بن مسعود بن محمود بن خليل بن إبراهيم بن مُحمَّد عبَّاس بن حليم بن رُكن الدين بن غانم بن السيِّد زكي الدين سالم شقيق السيِّد مُحمَّد أبي الوفاء، ويتَّصل نسبه بالسَّادة الوفائيَّة، بالسيِّد زكي الدين سالم ابن مُحمَّد بن زين بن حسن بن زيد بن الإمام علي زين العابدين بن الإمام الحُسين ابن أمير المُؤمنين عليّ بن أبي طالب. | » |

ولُقِّب بالـ«أزهري» لمُجاورته في الأزهر وأخذه العُلُوم العقليَّة والنقليَّة عن عُلمائه. ومن المُتفق عليه أنَّ أُسرة الأسير نالت لقبها هذا نسبةً لأحد أجدادها الذي وقع في أسر الإفرنج بجزيرة مالطة، فعُرف بالأسير طيلة فترة أسره وبعد أن أُخلي سبيله وعاد إلى صيدا، وغلب هذا اللقب على لقبه العائلي الأصلي، وهو «سنجر». وقيل أنَّ أجداد هذه الأُسرة وفدوا من المغرب الأقصى إلى الشَّام، وأثناء مُرُور سفينتهم قُرب جزيرة مالطة أسرهم قراصنة الإسبتاريَّة، وبعد مُكوثهم في الأسر مُدَّة، أبحروا مُجددًا لساحل الديار الشَّاميَّة ونزلوا في صيدا، وعُرفوا مُنذُ ذلك الحين بآل الأسير. ولا يُعرف سبب وُجُود جدّ آل الأسير على متن سفينةٍ تمخر عباب البحر المُتوسِّط قُرب مالطة، وما إذا كان راكبًا أم جُنديًّا، أم كان مُسافرًا بقصد التجارة أم مُهاجرًا. كما لا يُعرف تاريخ أسره أو فُكاكه منه، علمًا بأنَّ أقدم الوثائق والحُجج الشرعيَّة التي ورد فيها ذكر آل الأسير في صيدا تعود لمطلع القرن الثامن عشر الميلاديّ.
أمَّا الشيخ يُوسُف نفسه فشرح اسمه وكنيته وسبب تلقيبه بالأزهري في كتابه «شرح رائد الفرائض»، فيقول: «…والأَسير هُوَ الأَخِيذ، فهُوَ فَعِيل بِمَعنَى مَفعُول، وإنَّمَا لُقِّبَ بِذلِك لِأنَّ الإفرَنج أَسَرُوا جَدِّي أَيَّامَ حَرب مَالطَة من سَفِينَتِه، وَقَد أَقَامَ بِهَا بُرهَةً، ثُمَّ عَادَ لِبَلَدِه حُرًّا طَلِيقًا وَأًخبَرَ بِمَا رَآهُ مِن أَهْلِهَا. وَالأَزهَرِي نِسبَةً لِلأَزهَر، وَهُوَ الجَامِع الذي بَنَاهُ جَوهَر، قَائِد المَلِك المُعِز الذي افتَتَح مِصْرَ، وَإنَّما نُسِبتُ إلَيهِ لأَنَّني قَبَستُ مِن نُورِه، حِينَ جَاوَرتُ فِيهِ…».
والده هو «عبد القادر بن مُحمَّد الأسير»، وكان تاجرًا من تُجَّار صيدا، يتَّجرُ بالحُبُوب والحنطة في مخزنه الكائن قُرب جامع البحر جوار ميناء المدينة. وكان معروفًا بصلاحه، حريصًا على الاعتكاف بالمسجد بعد انتهاء عمله اليومي، مُتعبدًا أو مُستمعًا إلى الدُرُوس. أمَّا والدته فهي «نفيسة النقيب». وكان للأسير شقيقان هُما مُحمَّد ومحمود، وشقيقة هي «كاتبة».

## حياة الأسير وسيرته

### ولادته ونشأته

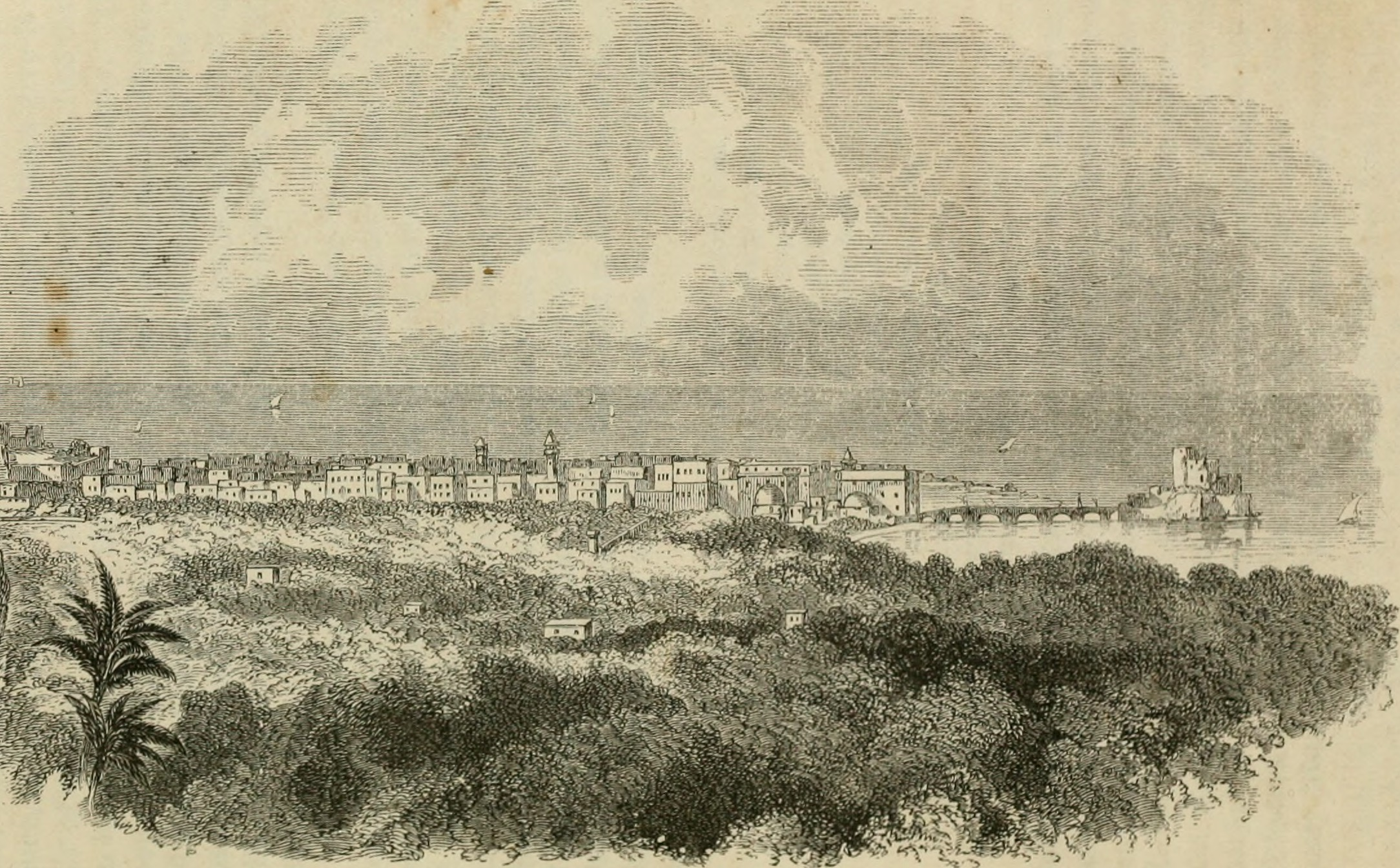
صيدا، مسقط رأس الأسير، كما بدت في سنة 1864م.

وُلد يُوسُف الأسير في صيدا سنة 1232هـ المُوافقة لسنة 1817م وفق مصادر، وفي سنة 1230هـ المُوافقة لسنة 1815م وفق مصادر أُخرى. وعندما بلغ السادسة من عُمره أرسله والده إلى كُتَّاب الشيخ إبراهيم العارفي، لتلقِّي عُلُومه الأولى. بقي الأسير في الكُتَّاب ثلاث سنوات تلقَّى خلالها مبادئ القراءة والكتابة، وكان قويُّ الحافظة، فحفظ القُرآن وختمه وهو ابن سبع سنوات. تتلمذ الأسير خلال هذه المرحلة من حياته على يد ثلاثة عُلماءٍ معروفين، فدرس القُرآن على الشيخ إبراهيم العارفي، وأحكام التجويد على الشيخ علي الديربي، ودرس مبادئ العربيَّة على الشيخ مُحمَّد الشرنبالي.
وبعد أن نضج عود الأسير، عمل في التجارة مع والده، لكنَّهُ ظلَّ مُتعطشًا للعلم ومُجالسة أهله. ولمَّا لم يكن في صيدا آنذاك مُتسعٌ له، عقد العزم على السفر إلى بلادٍ مُجاورة طلبًا له وسعيًا خلفه.

### رحلتاه إلى دمشق ومصر طلبًا للعلم

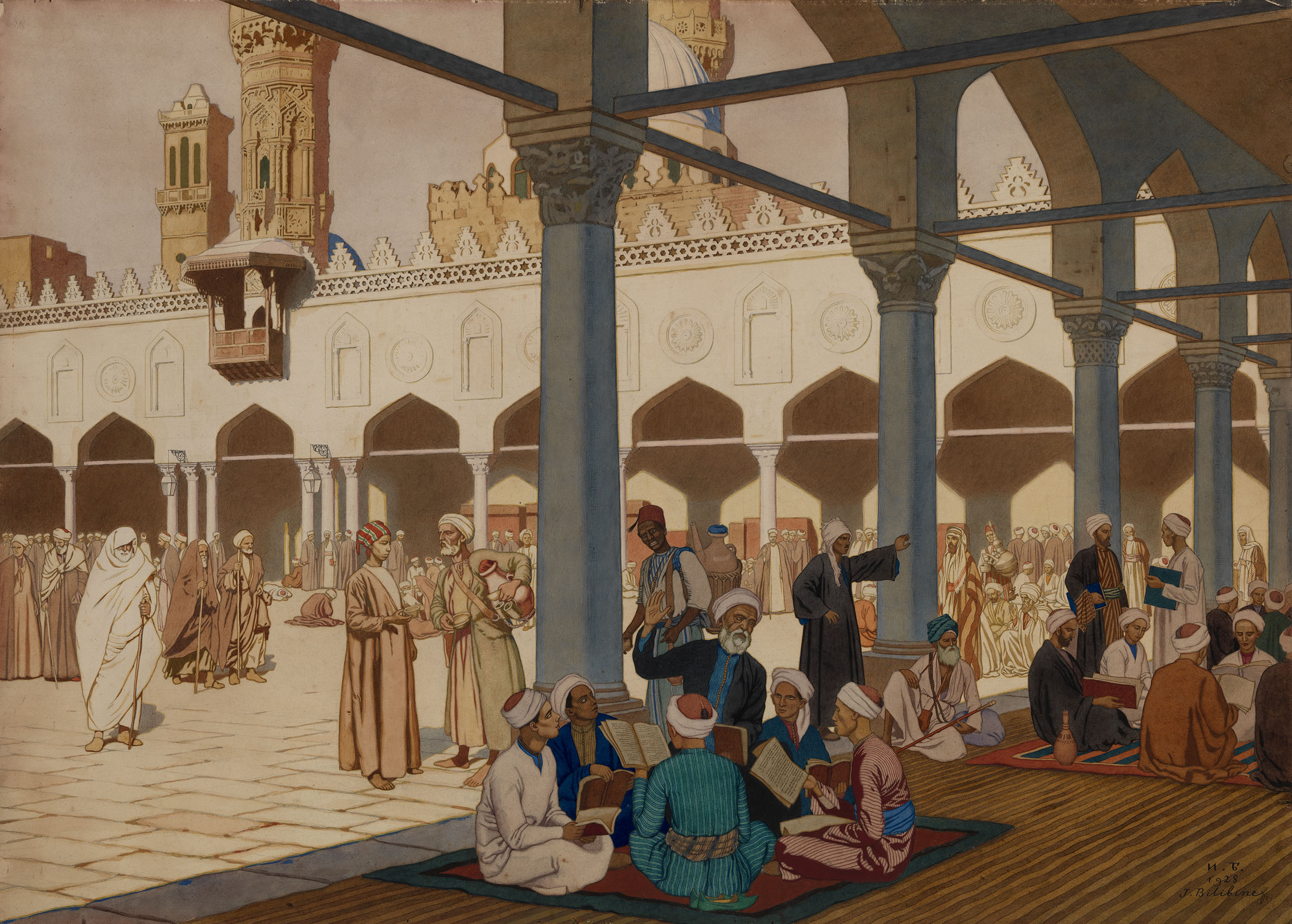
جانبٌ من حلقات العلم في الأزهر حيثُ تتلمذ الأسير.

شدَّ الأسير الرِّحال إلى دمشق ما أن بلغ السابعة عشرة من عُمره (1247هـ = ق. 1832م) وأقام في المدرسة المُراديَّة يتلقَّى العلم على أعلامها وعُلمائها. لكنَّ إقامته هذه لم تطل أكثر من سنة وقيل ستَّة أشهر فقط، إذ بلغه نعي والده، فعاد إلى صيدا يُدبِّرُ أُمُور والدته وإخوته. أدار الأسير مخزن والده، واشتهر بالأمانة والصلاح، فراجت بضاعته وكثُر زبائنه. ولمَّا كبر إخوته وانصرف كُلٌ منهم إلى تكسُّب عيشه من عمله الخاص، وأمَّن استمرار العمل في مخزن والده، عزم على الرحيل مُجددًا طلبًا للعلم، فقصد القاهرة سنة 1834م مُجاورًا في الأزهر الذي كان مقصد طُلَّاب العلم من شتَّى أصقاع ديار الإسلام.
بقي الأسير مُلازمًا للأزهر سبع سنوات يأخذ العلم عن أعلامه فنبغ في العُلُوم العقليَّة والنقليَّة، وصار إمامًا يُعوَّل عليه، وأصبح له رأيه ومكانته بين أقرانه وشُيُوخه. وتنقَّل الأسير بين حلقةٍ وأُخرى ومن عالمٍ إلى آخر حتَّى حفظ كثيرًا من الشُرُوح والتفاسير الدينيَّة والفقهيَّة، وكان شُيُوخه في الأزهر: مُحمَّد الشبيني ومُحمَّد الدمنهوري وإبراهيم الباجوري وأحمد الدُمياطي ومُحمَّد الطنتدائي (الطنطاوي) وغيرهم من كبار عُلماء الأزهر وفُقهائه.
حاز الأسير الإجازة العالميَّة من الأزهر، ورُقِّي إلى رُتبة كبار المُدرِّسين وأقام حلقةً دراسيَّةً خاصَّةً به كان يحضرها كبار المشايخ والعُلماء. وكثيرًا ما كان يحضر الامتحانات العُمُوميَّة التي كانت تجري بحُضُور والي مصر مُحمَّد علي باشا في المدارس، فيقترح أكثر المسائل على التلاميذ بإشارة مشايخه. مكث الأسير في مصر حتَّى سنة 1841م، حينما قرَّر العودة إلى صيدا بعد أن اعتراه مرض الكبد، ولم يكن مناخ مصر مُوافقًا لمُعالجته.

### عودته إلى صيدا

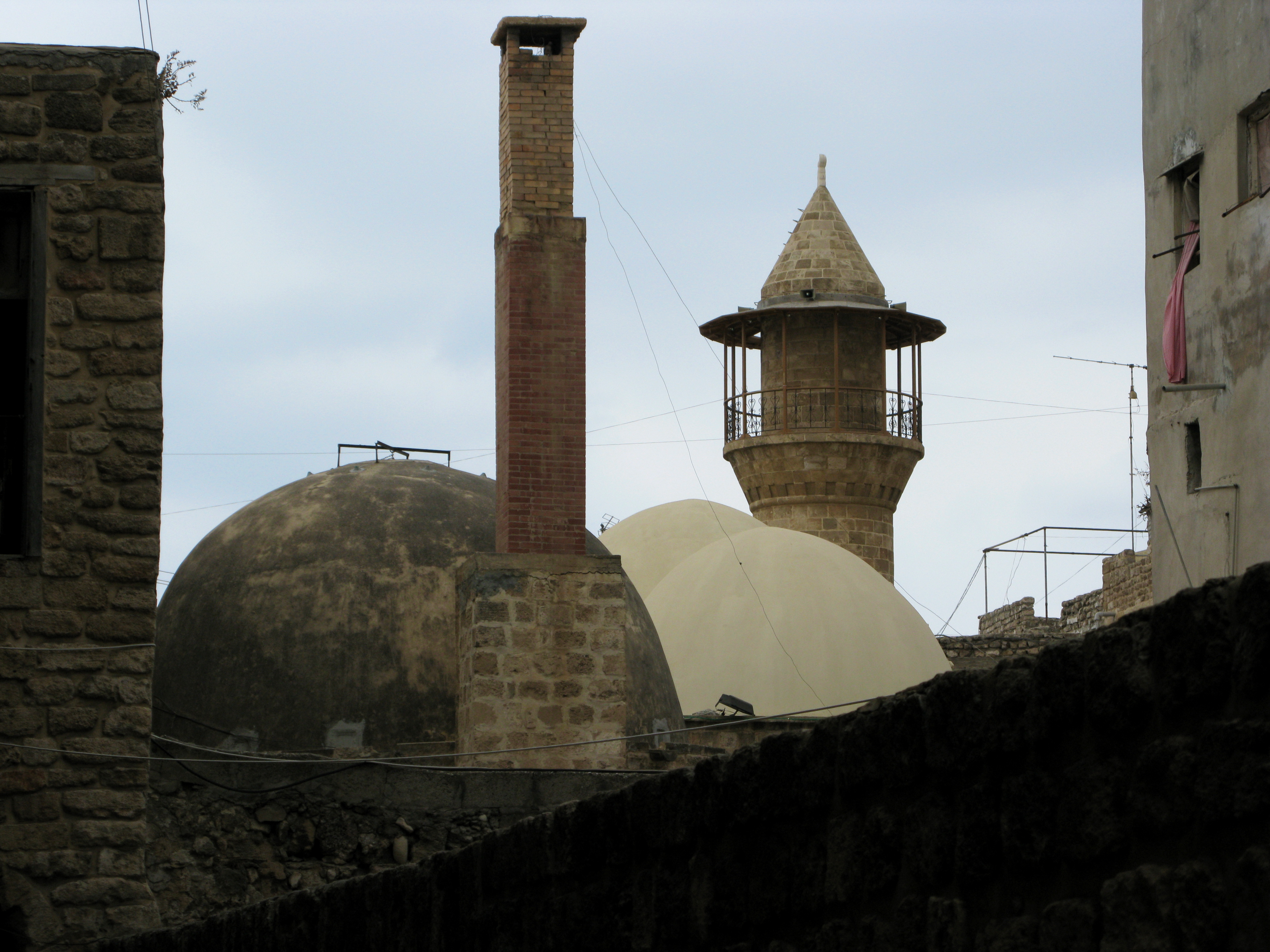
جامع الكيخيا في صيدا حيثُ درَّس الأسير فترةً من الزمن.

بعد عودته إلى مسقط رأسه، أخذ الأسير يُلقي دُروسًا على طلبة العلم في جامع الكيخيا. ولكن بعد بضعة أشهر تبيَّن لهُ أنَّ دُرُوسه لا تروق مُستمعيه من أهل بلدته، وأنَّ لا سبيل لنشر علمه فيها، فعقد العزم على تركها.
ويُروى ب[›] في سبب رحيله أنَّهُ كان يُلقي دُروسًا يوميَّةً في الوعظ والإرشاد بالجامع المذكور، ولاحظ بعد حين أنَّ عدد الحُضُور أخذ يقل تدريجيًّا حتَّى انقطع الحُضُور أو كاد، ولمَّا سأل الأسير عن السبب أجابه خادم المسجد أنَّ الذين كانوا يحضرون دُرُوسه انتقلوا للاستماع إلى دُرُوس أحد المشايخ في مسجد قطيش. فذهب الأسير والخادم إلى ذلك المسجد لمعرفة السبب الذي أغرى الناس بالعُبُور إليه، ولمَّا وصلا اقترب الأسير من النافذة وأنصت لما يُلقى من مواعظ، فسمع الشيخ يُحدِّث الناس عن الدُيُوك وصفاتها وسُلالاتها ومنافعها. ساء الأسير ما سمع وخاب أمله، فهرول إلى منزله مُسرعًا وطلب من زوجته أن تحزم حقائبهما استعدادًا للسفر، قائلًا: «مدينة كهذه لا يُطلب العلم فيها».

### مُفارقة صيدا إلى طرابُلس الشَّام ثُمَّ بيروت وجبل لُبنان

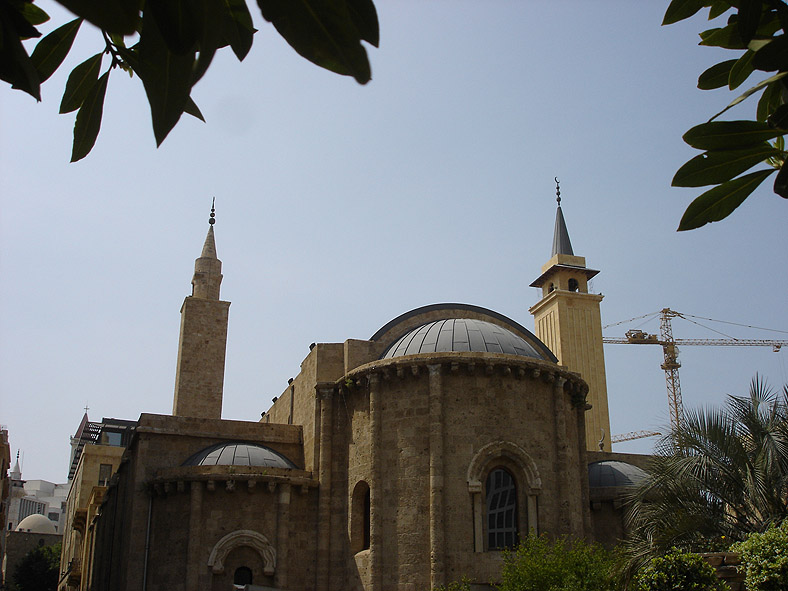
الجامع العُمري الكبير (سنة 2010م) حيثُ كان الأسير يُلقي دُرُوسه.

فارق الأسير مسقط رأسه صيدا سنة 1841م وشدَّ الرحال إلى طرابُلس الشَّام، التي كُتب لهُ المقام فيها ثلاث سنوات. وكان موضع حفاوة وترحيب من الطرابُلسيين الذين رأوا فيه عالمًا جليلًا، رُغم حداثة سنِّه، حتَّى قيل أنَّهُ لم يتناول طعامه في بيته يومًا واحدًا، دلالةً على أنَّهُ كان كُلَّ يوم ضيفًا على أحد البُيُوت الطرابُلسيَّة. وفي طرابُلس تولَّى الأسير رئاسة كُتَّاب محكمتها الشرعيَّة وأخذ عنه العلم كثيرٌ من أعلامها وفُضلائها، كان من أبرزهم الكاهن يُوحنَّا الحاج الماروني الذي صار بطريقًا للموارنة سنة 1890م.

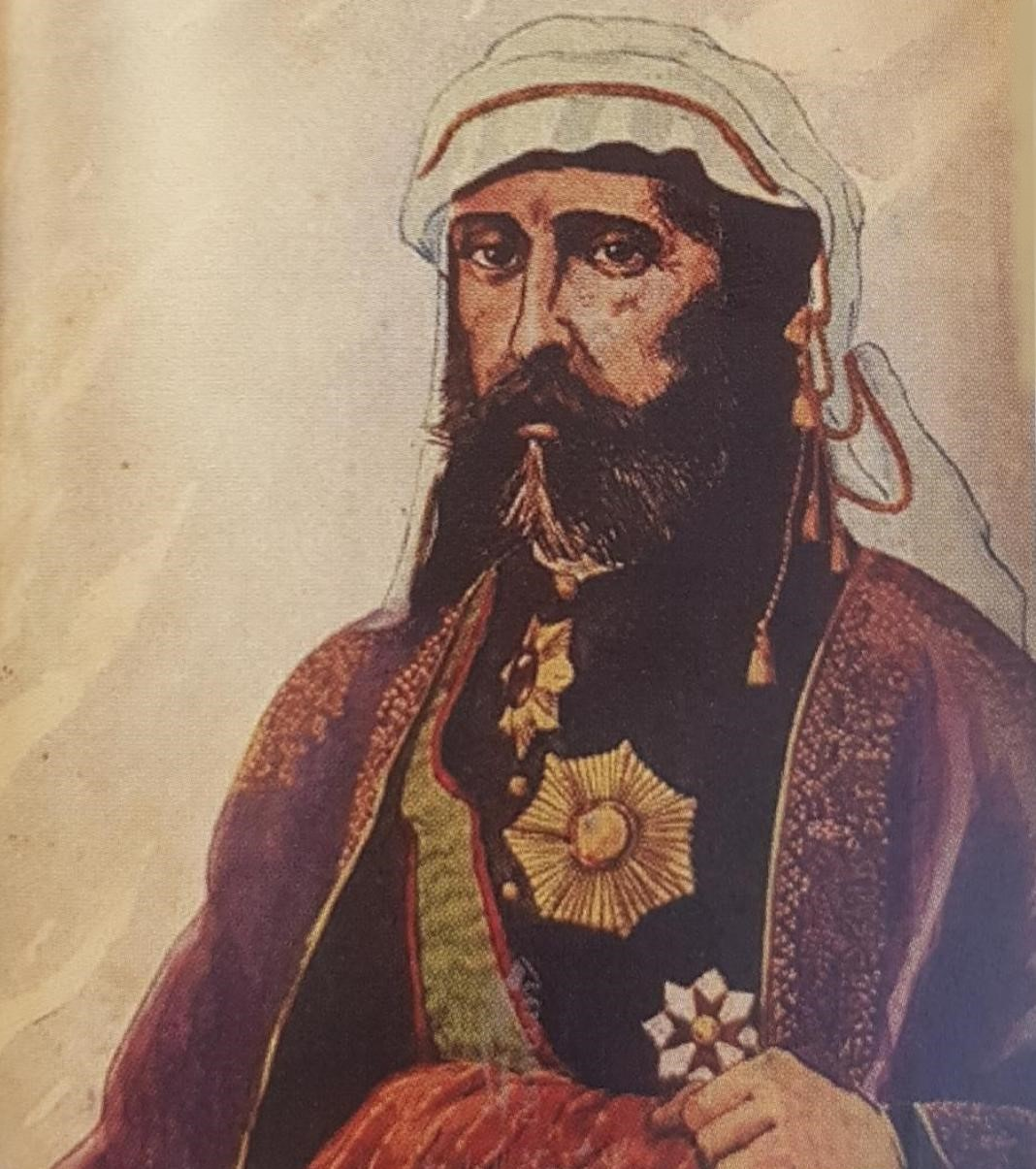
داود باشا، أوَّل مُتصرفي جبل لُبنان ومُبتكر منصب المُدَّعي العام في الدولة العُثمانيَّة. استعان بالأسير بدايةً من سنة 1861م حتَّى سنة 1868م.

لم يُوافق هواء طرابُلس صحَّة الأسير كما اعتقد، فغادرها إلى بيروت ظنًّا بأنَّ هوائها أجود. وكانت شُهرته قد سبقته إليها، فهرعت إليه الطلبة وكثُر مُريدوه. بدأت بيروت في ذلك الزمن تشهد نهضةً ثقافيَّةً ملموسة، وظهرت فيها عدَّة مُؤسسات تعليميَّة وتربوية بارزة، فتوجَّهت إليها أنظار الشوام عُمومًا وأهل العلم خُصوصًا، بما فيهم المُرسلين الأمريكيِّين، فاتَّصلوا بالأسير وتتلمذ بعضهم على يديه وتعلَّموا اللُغة العربيَّة، وصحَّح لهم عبارة الكتاب المُقدِّس الذي ترجموه إلى العربيَّة، وساعدهم في نظم الكثير من الترانيم الدينيَّة المُستعملة في الكنائس الإنجيليَّة.
ألقى الأسير دُرُوسه خلال إقامته الأولى في بيروت بجامعها العُمري الكبير، ثُمَّ عُيِّن رئيسًا لُكتَّاب المحكمة الشرعيَّة بالمدينة أيَّام قاضيها مُصطفى عاشر أفندي. ثُمَّ تولَّى القضاء في بلدة بكفيَّا في قضاء المتن، وكانت مركز قائممقاميَّة النصارى بجبل لُبنان، خلال عهد قائممقامها الأمير بشير أحمد قائدبيه اللَّمعي. ثُمَّ انتقل مُفتيًا لمدينة عكَّا، واستمرَّ في منصبه هذا قُرابة سنة، وكان نقش خاتمه الآية القُرآنيَّة:﴿يُوسُفُ أَيُّهَا ٱلصِّدِّيقُ أَفۡتِنَا﴾.
استُدعي الأسير إلى بلدة بعبدا، مقر مُتصرفيَّة جبل لُبنان، في سنة 1861م من قِبل المُتصرِّف داود باشا ليكون مُدعيًا عامًّا للجبل، لما آنسه من سعة علمه ومعرفته ومكانته بين أقرانه. وقد بقي الأسير في منصبه هذا سبع سنوات، فاستقال سنة 1868م. وكان الأسير أوَّل مُدَّعي عام في الدولة العُثمانيَّة، لأنَّ هذه الوظيفة لم تكن معروفةً فيها حتَّى استحدثها داود باشا في جبل لُبنان، وقد أحدثتها السلطنة فيما بعد خلال عهد المشروطيَّة الأولى سنة 1876م. وكان راتب الشيخ يُوسُف آنذاك خمسون ليرة عُثمانيَّة شهريًّا.

### رحلته إلى إستنبول وعمله فيها

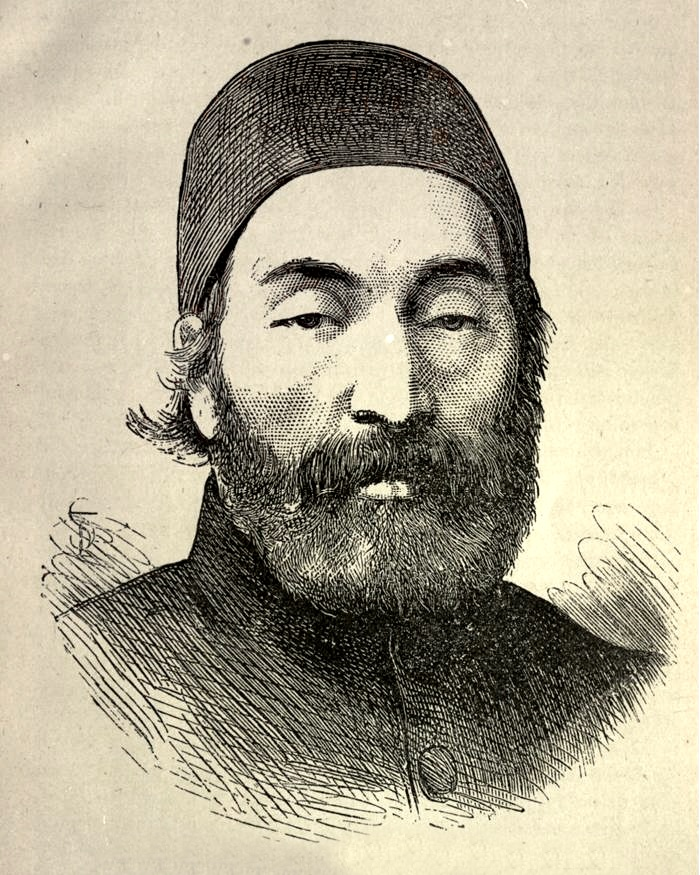
رسمٌ لصفوت باشا، أحد أعلام السياسة العُثمانيَّة وممن كانوا يُتابعون دُرُوس الأسير.

انتقل الأسير إلى إستنبول عاصمة الدولة العُثمانيَّة، في سنة 1868م، لأسبابٍ اختُلف فيها. فقيل أنَّ الساسة العُثمانيِّين من أهل الحل والربط رأوا ضرورة وضعه تحت رقابتهم والاستفادة من علمه في آن. وسبب ذلك وفق هذه الرواية ت[›]، أنَّ الأسير وغيره من أعلام الفكر والعلم استحسنوا فكرة ضم بيروت وصيدا وطرابُلس الشَّام إلى مُتصرِّفيَّة جبل لُبنان. إذ استقرَّت الأوضاع الاقتصاديَّة والإداريَّة للجبل بعد صُدُور ميفاقه الذي نصَّ على استقلاله الداخلي وأُسلُوب الحُكم فيه، في حين بقي الحال على ما هو عليه من فوضى وتخلُّف في المُدُن الثلاثة المذكورة، فرغب هؤلاء بضمِّها للجبل لتنال من الامتيازات ما كان يناله. لكنَّ والي سورية مُحمَّد رشيد باشا تخوَّف من هذا فوشى بالشيخ يُوسُف إلى الباب العالي، فشاركه المسؤولون تخوُّفه واستدعوا الأسير إلى دار الخلافة.
تقول رواية أُخرى أنَّ مُتصرِّف جبل لُبنان داود باشا رغب أن يظل حاكمًا للجبل مدى حياته، فحاول إحراج السلطنة العُثمانيَّة بالمُطالبة بتوطيد استقلال البلاد الداخلة تحت يديه وبسط سُلطته على غيرها بما فيها طرابُلس الشَّام وبيروت وصيدا ووادي التيم والبقاعين العزيزي والبعلبكي، وحرَّض جماعةً من أهالي صيدا على كتابة عريضة بهذا الخُصُوص، فعملت السُلطات على عرقلة خطَّته باستدعاء بعض من وقَّعوا هذه العريضة إلى إستنبول، وكان من بينهم الشيخ يُوسُف الأسير الذي وصلها سنة 1868م. أمَّا داود باشا فإنَّهُ لمَّا أصرَّ على رأيه أوهمه وزير الخارجيَّة مُحمَّد فؤاد باشا أنَّهُ إذا أراد تحقيق مطلبه فما عليه إلَّا أن يُلوِّح بتقديم استقالته من المُتصرِّفيَّة، وعندئذٍ تضطر الحُكُومة إلى تنفيذ ما يُريد. فوقع داود باشا في الفخ الذي نصبه له مُحمَّد فؤاد باشا وقدَّم مطالبه مشفوعةً باستقالته، ولكنَّ الحُكُومة العُثمانيَّّة رفضت المطالب وقبلت الاستقالة فورًا.
التفَّ طُلَّاب العلم حول الأسير بُعيد وُصوله إلى إستنبول، فصار يعقد حلقات دُرُوسٍ كان من رُوَّادها كبار الأعيان والوُزراء والعُلماء وبعضٌ من آل عُثمان. وكان من أبرز جُلساء الأسير والمُتابعين له وعارفي فضله، وزير الداخليَّة صفوت باشا. شغل الأسير عدَّة مناصب في إستنبول، منها عُضويَّة مجلس شورى الدولة ورئاسة ديوان التصحيح في نظارة المعارف، وعُيِّن في الوقت نفسه أُستاذًا للُغة العربيَّة في دار المُعلِّمين الكُبرى، ونال في أثناء إقامته في دار الخلافة مقامًا رفيعًا بين رجالاتها.

### مُفارقة إستنبول إلى بيروت

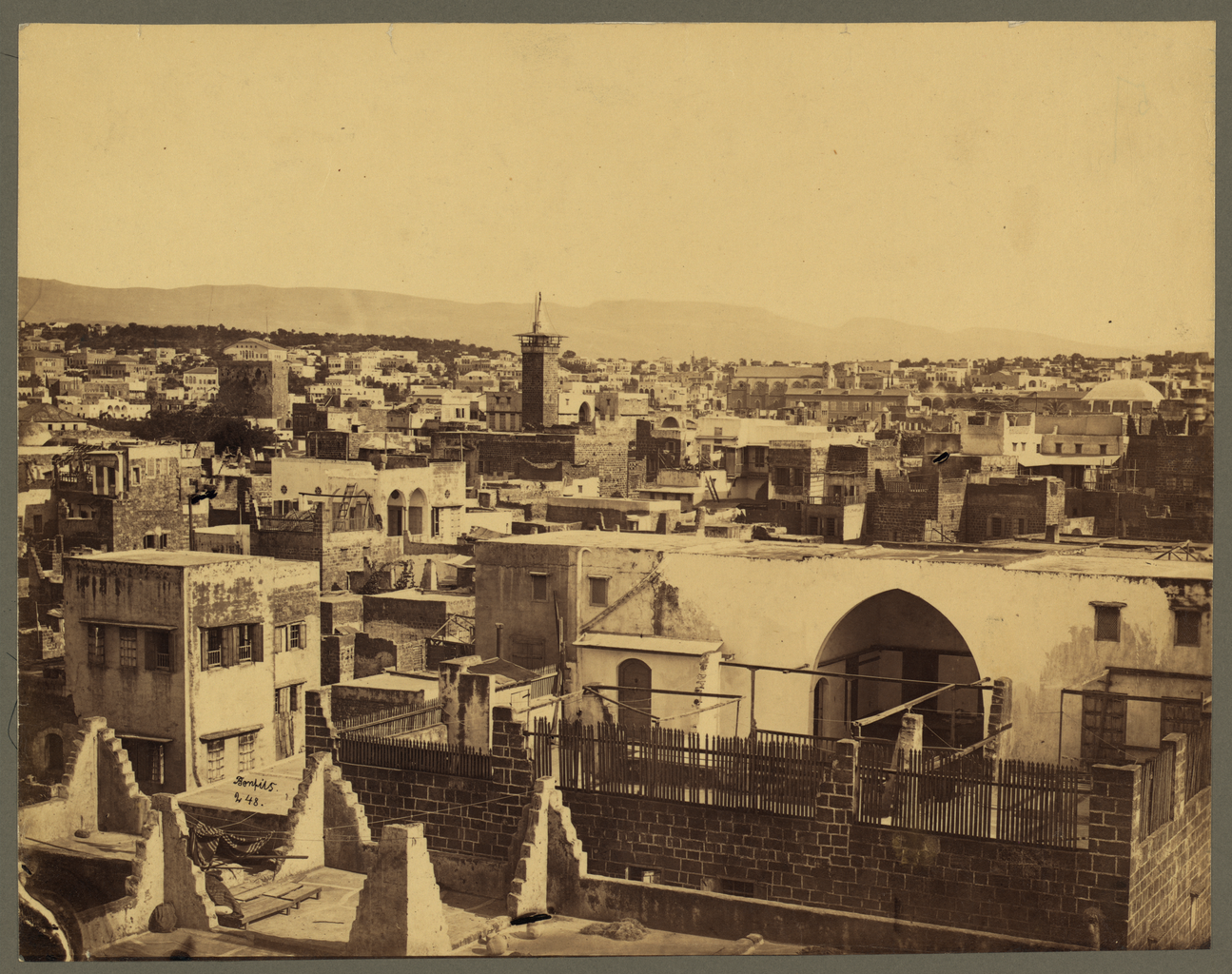
جانبٌ من مدينة بيروت بعد سنة 1867م، خلال الفترة التي استوطنها الأسير بعد عودته من إستنبول.

ثقُلت وطأة البرد على الأسير خلال إقامته في إستنبول، وأتعبت صحَّته الرقيقة، فعقد العزم على العودة إلى بيروت. ولمَّا بلغ وزير المعارف طلب استعفاء الأسير من خدمته، أسِف على خسارته وماطله في قبول استعفائه على أمل استبقائه في دار الخلافة لما آنس من سعة علمه وعاين من رواج الكُتُب التي صحَّحها. وعرض عليه منصبًا من المناصب الرفيعة براتبٍ جزيل على وعد الترقِّي، كما اجتمع إليه أصحابه ومُريدوه من الوُزراء والأعيان وحاولوا إقناعه بالبقاء، فأبى وتشبَّث بمُغادرة إستنبول والعودة إلى بيروت، فكان له ما أراد. ويظهر من كتابٍ أرسله الشيخ يُوسُف إلى ابنه مُحمَّد إثر وُصُوله إلى العاصمة العُثمانيَّة، أنَّهُ كان ينوي البقاء في إستنبول لولا انحراف صحَّته، فقد ورد في أوَّله: «الحَمدُ لله الَّذِي نَقَلَنا من دَارِ الذُّّلِّ وَالهَوَان إلىٰ دَارِ السَّعَادةِ والأمَان».
يُوردُ الشيخ الفقيه مُحمَّد عبد الجوَّاد القاياتي في كتابه «نفحة البشام في رحلة الشَّام» سببًا إضافيًّا حثَّ الأسير على العودة إلى بيروت هو شُعُوره بوحشة الغُربة عن وطنه والبُعد عن أهله، فهو رُغم ما لقيه من مكانة وما تبوَّأه من مناصب «إلَّا أنَّهُ لَم يَجد بهَا فِي ذَلِكَ الوَقت مَن يَستَأنِس به من أَهلِ الأَدَب وَلَا مَن يَتَكلَّم مَعَهُ بِلِسَانِ العَرَب».
انصرف الأسير مُجددًا، بعد عودته إلى بيروت، إلى البحث والتأليف في العُلُوم الفكريَّة واللُغويَّة والفقهيَّة والفرائض الشرعيَّة، وعلَّم مُدَّةً في مدرسة الحكمة وغيرها، وخرَّج في الفقه كثيرين من الأحداث. وكانت هذه المرحلة من حياة الأسير أكثر مراحل عُمره إنتاجًا ونشاطًا، إذ أنَّ جميع مُؤلَّفاته المطبوعة والمخطوطة تعود إلى هذه الفترة، وكذلك أبحاثه ومقالاته، عدا تلك التي نشرها في صُحُف إستنبول أثناء إقامته فيها. ومن أبرز الجرائد التي كتب فيها الأسير «لسان الحال» و«ثمرات الفُنُون»، اللتين تولَّى رئاسة تحريرهما مُدَّة من الزمن. كما عُيِّن مُعاونًا لقاضي بيروت.

## وفاته وقبره
أسلم الشيخ يُوسُف الروح في بيروت مساء يوم الجُمُعة 6 ربيع الأوَّل 1307هـ المُوافق 28 تشرين الثاني (نوڤمبر) 1889م. وقد أسِف أهل بيروت وسائر بلاد الشَّام على فقده لأنَّ جماعةً كبيرةً منهم أخذوا العلم عنه وعرفوا قدره ومقامه. وفي صباح اليوم التالي شُيِّع الأسير إلى مثواه الأخير بعد أن صلَّى عليه الناس في الجامع العُمري الكبير. وسار موكب جنازته على رأسه طُلَّاب المدارس الابتدائيَّة، فحُرَّاس البلديَّة والشُرطة، وعناصر الدرك وثُلَّة من الجُند مُشاةً وفُرسانًا، يليهم حفظة القُرآن ومشايخ الطُرُق الصوفيَّة بأعلامهم، وأخيرًا جُمُوع الناس من أهله وأصدقائه ومُحبِّيه. شارك في التشييع أيضًا والي بيروت ومُفتيها ووجُهائها وأعيانها من مُختلف الطوائف، فساروا جميعًا بالنعش حتَّى واروا صاحبه الثرى في جبَّانة الباشورة. ونُقشت على ضريح الأسير أبياتٌ نظمها صديقه الشيخ أبي الحسن الكستي، مُؤرِّخًا مولده ووفاته:
شقَّ نعي الأسير على تلاميذه وأصحابه، فنظم كثيرون منهم قصائد ودبَّجوا مقالاتٍ في تأبينه، مُشيدين بفضله ودوره في نشر العلم والثقافة، ومُسجِّلين آثاره ومآثره. وجمع صديقه الشيخ إبراهيم الأحدب مُعظم ما قيل في تأبينه في كتابٍ يقع في إحدى وأربعين صفحة سمَّاه «مراثي الشيخ يُوسُف الأسير». وذكر الأحدب في تقديم الكتاب: «…أمَّا بَعد فَقَد أُصيبَ فَريقُ العِلم بِأَعظَم المَصَائب… حَيثُ داهَمَت الطَّامَّةُ الكُبرَىٰ بِفَقدِ العَلَم والحَبر الشَّيخ يُوسُف الأَسير، وصَدَحت رِيَاضُ العِلم، فَهِيَ تَندِبُه بِلِسَانِ الحَال، ثَمَراتِ تِلكَ الفُنُون، وتَجُوبُ أقطَار العَالَم بِجَوائبِ آثاره الَّتي تَفَجَّرت مِنهَا لِرَوضِ المَعَارِفِ عُيُون». ورثى الأحدب صديقه قائلًا:
وقال الشيخ مُحمَّد بن إبراهيم اللَّبابيدي يرثي الأسير:
تجاوز رثاء الأسير عُلماءٌ وأُدباءٌ بيروت، فكان من جُملة الذين رثوه: مُفتي يافا الشيخ علي أبو المواهب الدجَّاني، وشاعر الخيام ومرجعيون محمود الحاج حسن عبد الله، والسيِّد مُحسن الأمين العاملي، والشيخ سعيد حمدان قاضي الاستئناف في جبل لُبنان، والشاعر راغب عزّ الدين، والشيخ مُحيي الدين الخيَّاط، والأمير نسيب أرسلان، والشاعر راغب البزري. ومن أعلام البيارتة الذين رثوه: الشيخين مُصطفى نجا وعبد الرحمٰن سلام.

## صفات الأسير

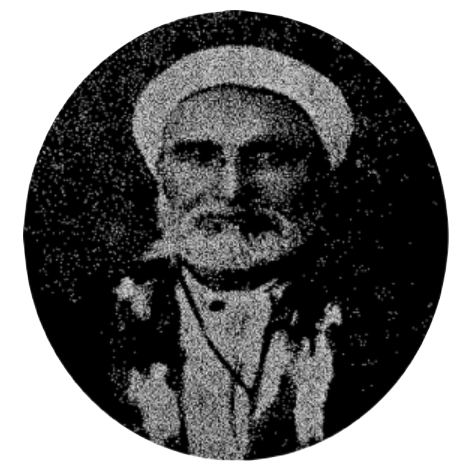
صورة ضوئيَّة للشيخ يُوسُف الأسير، من الصُور القليلة الباقية التي يظهر فيها.

كان الأسير ربع القامة، مُعتدل الجسم، أسمر البشرة، أسود الشعر، كث اللحية. وصفه الرحَّالة المصري عبد الرحمٰن بك سامي قائلًا: «وَكَانَ  مُتَواضعًا أَنيسًا، رَوَىٰ بَعضهُم عَنهُ أَنَّهُ فِي مُدَّة حَيَاته لَم يَبخَل عَلَىٰ أَحَدٍ طَلَبَ مِنهُ استِفَادَة بِشَيءٍ وَأَمكَنَهُ الإِجَابَة عَنهَا وَرَدَّهُ خَائِبًا». وكان خفيف الظل طريفًا حاضر النُكتة، قال عنه الأديب مارون عبُّود: «كَانَ شَيخَنَا خَفيف الرُّوح، يُستَطرَف مَجلِسُه ويُستَظرَف». ووصفه الأديب يُوسُف إليان سركيس قائلًا: «وَكَانَ عَلَىٰ جَانبٍ عَظيمٍ من الرِّقَّةِ والدِّعَة وحُسن المُعَاشَرَة زَاهدًا في الدُّنيَا». وقال عنه الأب لويس شيخو: «وَكَانَ زَكيّ الفُؤَاد فَصيحَ اللِّسَان يُجيدُ النَّثرَ والنَّظم». ووصفه الشيخ مُحمَّد عبد الجوَّاد القاياتي الذي اجتمع به خلال إقامته في الديار الشَّاميَّة، قائلًا: «الأُستَاذ الكَبِير والعَلَّامَة النَّحرِير وَالعَلَم الشَّهِير في التَّحقِيق وَالتَّحرِير». وقال عنه يُوسُف أسعد داغر: «كَانَ ذَكِيَّ الفُؤاد، دَقيقَ الانتِقَاد، ثقةً في العُلُوم العَرَبيَّة والفِقهِيَّة». وقال جرجي زيدان أنَّ الأسير كان «صَادقَ الوَعد قَوِيّ الذَّاكِرَة إذَا سُئِلَ أَجَابَ في أيِّ مَوضُوعٍ كَان مَع تَقرِيب المَوضُوع من ذهن السَّامع بِبسيط العِبَارَة». قال زيدان أيضًا: «وَكَانَ عَلَىٰ جَانبٍ عظيمٍ من الرِّقَّةِ والدِّعَة وَلين الجَانِب وحُسن المُعَاشَرَة يُحبُّ العِلم والعُلَمَاء وَيَأخُذ بِنَاصرهم… سَالِكَا مَسلَك الأَقدَمين في حُبِّ العِلمِ والرَّغبَةِ في نشرِه ابتِغَاءَ الفَائِدَة العَامَّة». وقال الڤيكُنت فيليپ دي طرازي: «وَقَد تَوفَّاه الله في ٢٨ تِشرِين الثَّاني ١٨٨٩م/١٣٠٧هـ مَشكُورًا بِكُلِّ لِسَانٍ لِرقَّة أَخلَاقه وَزُهدِه في حُطَام الدُّنيَا وَحُبِّه لِنَشر المَعَارِف».
أمَّا عن تديُّنه وزُهده، قال زيدان: «وَكَان لحُسنِ عَقيدَته رَاغِبًا عن الدُنيَا زَاهدًا فِيهَا ثَابِتًا في اتِّبَاع فُرُوض الدِّين لا يَستَنكِف من حملِ حَاجِيَّات بَيتِه الضَّروريَّة بِنَفسِه، وكَانَ كَثيرَ الشَّغَفِ بِتلَاوَة القُرآن الكَرِيم أو سَمَاعِه كُل يَوم». وكان يُردِّد «إنَّنَا لَو وَجَدنا هَذا القُرآنَ في البَريَّة لَمَا شَككنَا أنَّهُ مِن عِند الله ». وبلغ من كرمه أنَّ أولاده كانوا ينعتونه «ذي الجُيُوب المثقوبة».

## النشاطات العلميَّة للأسير

### في التدريس والصحافة

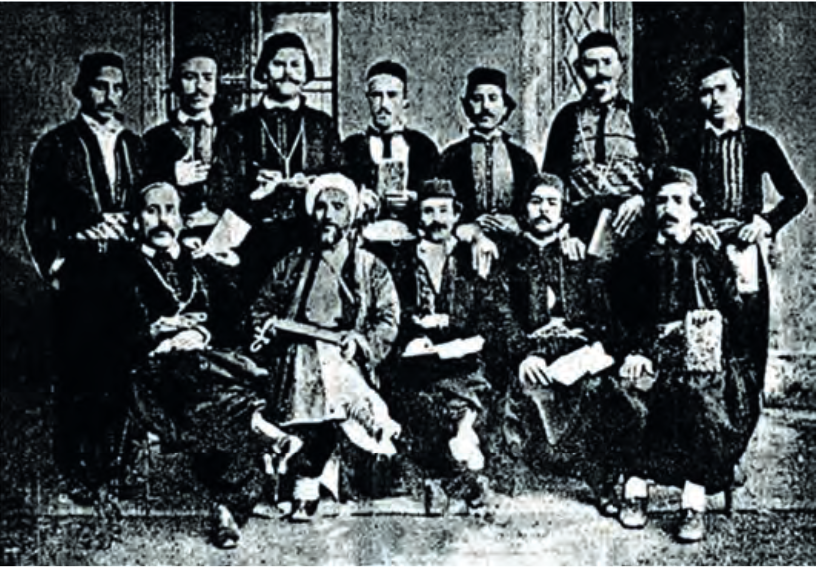
المُعلِّم بُطرس البُستاني وبجانبه الشيخ يُوسُف الأسير (أقصى اليسار جلوسًا) في المدرسة الوطنيَّة.

درَّس الأسير أوَّل أمره في الأزهر بعد أن ألحَّ عليه أساتذته وشُيُوخه أن يعقد حلقاتٍ علميَّة لما لمسوه من أهليَّته أثناء طلبه العلم. ولمَّا استجاب لذلك، اجتمع إليه نفرٌ من الطُلَّاب يصغون إلى خطابه ويُناقشونه في آرائه. ولمَّا نال الإجازة العالميَّة وارتقى إلى رُتبة كبار المُدرِّسين صارت حلقته تضم شُيُوخًا كبارًا وعُلماء. وعند عودته إلى الشَّام درَّس في جامع الكيخيا في صيدا ثُمَّ في الجامع العُمري الكبير في بيروت ثُمَّ في دار المُعلِّمين في إستنبول، كما أُسلف.
تنافست المدارس الحديثة التي أنشأها المُرسلون الغربيُّون أو التي أقامها الأهالي، في ضمّ الأسير إلى هيئاتها التدريسيَّة بعد عودته من إستنبول واستقراره في بيروت. درَّس الأسير الفقه الإسلامي في مدرسة الحكمة التي كانت تضمُّ معهدًا للحُقُوق بموجب فرمانٍ خاص من إستنبول، وكان الفقه حينذاك لا يُدرَّسُ إلَّا في دار الخلافة أو في الأزهر. وكان طُلَّاب معهد الحُقُوق في مدرسة الحكمة يفدون من ولاياتٍ عُثمانيَّة مُختلفة، كما وفد بعضهم من مملكة إيران القاجاريَّة لتلقَّي العُلُوم الشرعيَّة وتعلُّم اللُّغة العربيَّة.ث[›] درَّس الأسير أيضًا في المدرسة الأمريكيَّة في عبيه وفي الكُليَّة السوريَّة الإنجيليَّة ومدرسة الثلاثة أقمار للروم الأرثوذكس بعض مواد الفقه والتشريع وعُلُوم النحو والصرف وفُنُون البديع والبيان. شغل الأسير كذلك منصب أُستاذ علم الصرف في المدرسة الوطنيَّة التي أسَّسها المُعلِّم بُطرس البُستاني في حيّ زقاق البلاط.
اتَّخذ الأسير من الصُحُف أيضًا منابر لنشر علمه وأفكاره، إلى جانب قاعات التدريس. خُصوصًا أنَّ الصُحُف كانت تزداد عددًا وأهميَّةً مُنذُ النصف الآخر للقرن التاسع عشر الميلادي، وصارت وسيلةً فعَّالة لبعث الأفكار الإصلاحيَّة ونشر الآراء النهضويَّة ومُعالجة مُشكلات الناس. كانت أولى المُساهمات الصحفيَّة للأسير في جريدة «الجوائب» الصادرة في إستنبول، أثناء إقامته فيها سنة 1861م. وكانت طريقته في كتابة المقالات هي صياغة سؤال من شخص وهمي بتوقيعٍ مُستعار، إلى المُحرِّر غير المذكور باسمه. ثُمَّ يُجيب بنفسه عن السؤال طارحًا رأيه في المُشكلة القائمة، موقعًا باسمٍ مُستعارٍ أيضًا. يُذكر أيضًا أنَّ الأسير دبَّج مقالاتٍ عدَّة في جريدة «لُبنان» الرسميَّة أثناء عمله في جبل لُبنان خلال عهد المُتصرِّف داود باشا، أشار إليها في الأبيات التالية:
وفي سنة 1875م صدرت جريدة «ثمرات الفُنُون»، وكان رئيس تحريرها الشيخ عبد القادر القبَّاني. وسُرعان ما احتلَّت هذه الجريدة مكانةً عاليةً في بيروت وسائر الديار الشَّاميَّة، وكانت أوَّل رسالة ناطقة باسم المُسلمين في بيروت مُقابل جريدة «البشير» الكاثوليكيَّة. وقد حرَّر مقالاتها نُخبة من كبار الكُتَّاب والأُدباء كان الأسير على رأسهم، إلى جانب الشيخ عبد القادر القبَّاني نفسه، والشيخ أحمد بن حسن طبَّارة والشيخ إبراهيم الأحدب وأديب إسحٰق وسليم بن عبَّاس الشلوف وإسماعيل ذهني بك مُحاسب حُكومة مُتصرِّفيَّة جبل لُبنان، وغيرهم. استمرَّ الأسير مُدَّةً طويلة يكتب المقالات في جريدة ثمرات الفُنُون، وكان خطُّه العام الحضّ على طاعة السُلطان العُثماني الذي هو أمير المُؤمنين، لأنَّ طاعة الخليفة من صُلب الدين، والحث على دعم السلطنة العُثمانيَّة كونها دولة المُسلمين القائمة. وقال الڤيكُنت فيليپ دي طرازي والعلَّامة الزِّركلي أنَّ الأسير تولَّى رئاسة تحرير ثمرات الفُنُون بعض الوقت. وقيل بل اقتصر على تحرير بعض مقالاتها فقط.
كتب الشيخ يُوسُف أيضًا في جريدة «لسان الحال» التي كانت من الجرائد المُهمَّة في بيروت في زمانها. وبسبب نشاطه المُتميِّز في حُقُول التدريس والصحافة والتشريع وخطِّه العام في السعي لإصلاح الدولة العُثمانيَّة من داخل النظام وليس بالثورة عليه، منحته السلطنة راتبًا قدره خمسُمئة قرش، وأُعلن عن هذا في ثمرات الفُنُون، فقيل: «أُحسنَ مِنَ المَكَارم الشَّاھَانِیَّة بِراتِب خَمسُمَائةِ قِرشٍ إلىٰ صَاحِبِ الفَضِيلَةِ الشَّـیخ یُوسُـف أفَندِي الأَسـِیر فَنَشكُر الأَلطَاف السنيَّة وَلازَال فَیضُ الإحسَانِ العَالي یَشمَلُ أَھل العِلمِ والعِرفَان».

### في اللُّغة والشعر

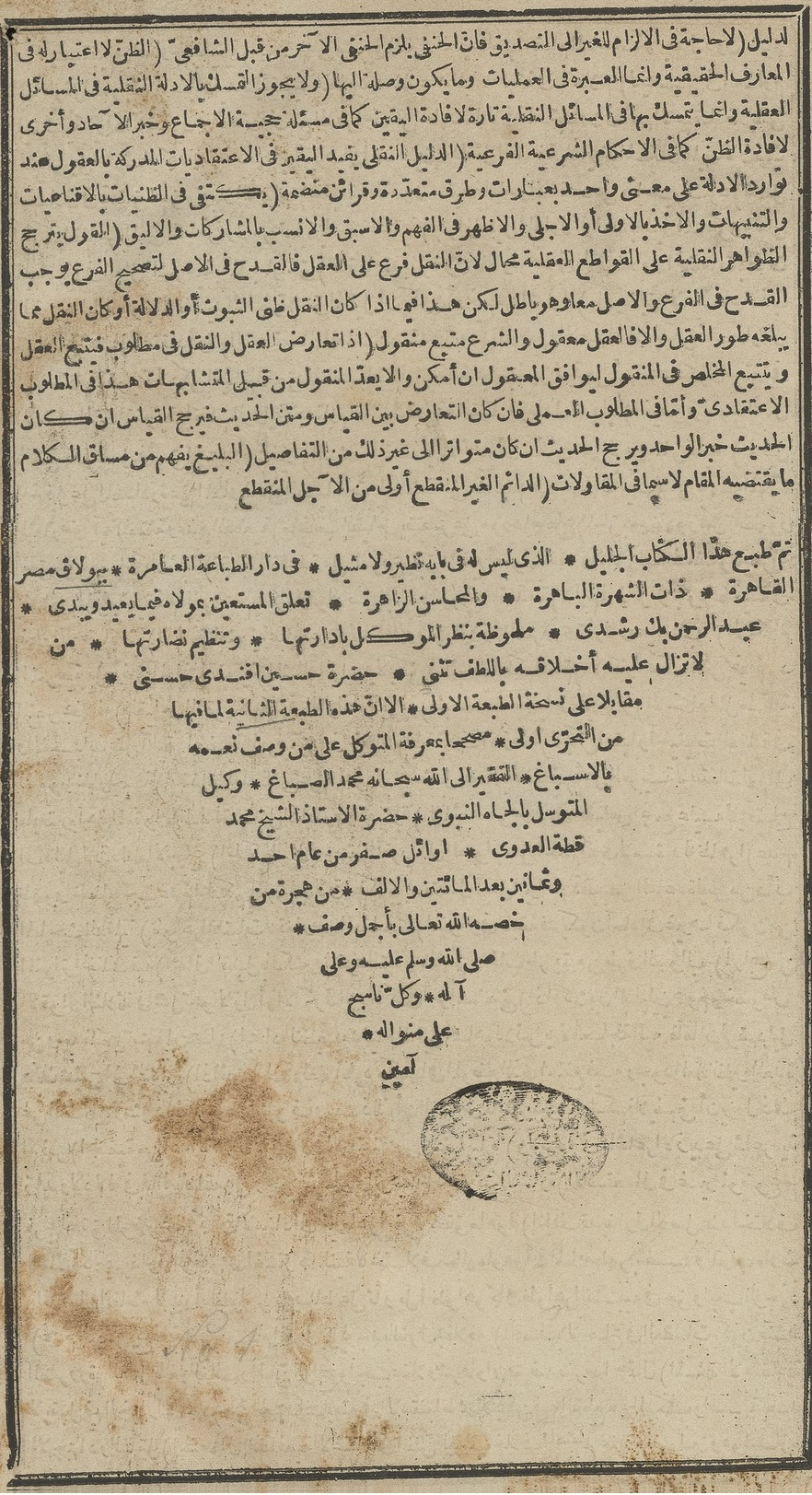
الصفحة الأخيرة من الطبعة الثانية لكتاب الكُليَّات للكفوي.

كان الشيخ يُوسُف لُغويًّا بارعًا، تناول في دُرُوسه ومقالاته عُلُوم النحو والصرف والبديع والبلاغة والعروض، وتخرَّج على يديه تلامذة كُثُر أصبحوا عُلماء في مجالاتهم. عُيِّن الأسير حين وُصُوله إستنبول رئيسًا لديوان التصحيح في نظارة المعارف وفي المطبعة السُلطانيَّة الشهيرة بـ«دار الطباعة العامرة»، وبذل جُهدًا كبيرًا في تصحيح الكُتُب المطبوعة، فراجت سوقها رواجًا كثيرًا، ومن أبرز ما صحَّحه «كتاب الكُليَّات» لأبي البقاء الكفوي، واعتمد فيها على نُسخة مطبعة بولاق الرسميَّة المُصحَّحة، فوجد فيها أغلاطًا عدَّة.
رغب الإرساليُّون الأمريكيُّون في ذلك الزمن بتعريب الكتاب المُقدَّس تعريبًا سليمًا، فعهدوا بالإشراف على هذا الأمر للدكتور كرنيليوس ڤانديك بعد وفاة المُستشرق عالي سميث الذي كان يتولَّى هذه المُهمَّة، فاستعان ڤانديك بالشيخ الأسير لتنقيح الصيغة العربيَّة، عوض المُعلَّم بُطرس البُستاني والشيخ ناصيف اليازجي، لانقضاء العقد بين البُستاني وعالي سميث لوفاة الأخير، ولأنَّ ڤانديك اعتقد أنَّ اليازجي لم يكن أمينًا أثناء نسخه التنقيح الثاني للتعريب المُلقى على عاتقه. كان الأسيرُ بذلك أوَّل مُسلمٍ تعهد إليه جمعيَّة مسيحيَّة بضبط وصياغة نُسخة عربيَّة من الكتاب المُقدَّس، كما نظَّم صياغة أعمال الرُسُل وسفر الرؤيا، ونظم ترانيمًا كثيرة استمدَّت مواضيعها من المزامير والإنجيل، منها ترنيمة نظمها للمُرسلين الأمريكيين تتضمَّن الوصايا العشر، وهي:
زعم المُبشِّر الأمريكي «هنري جسب» أنَّ الأسير علَّم أولاده بعض هذه الأغاني والترانيم المسيحيَّة التي ساهم في نظمها، لكنَّ الدكتور مُصطفى الخالدي والعلَّامة عُمر فرُّوخ أنكرا ذلك، قائلين أنَّ المُبشِّر المذكور امتاز بـ«مزيجٍ من الافتراءات والخُرافات»، وأنَّ الشيخ الأسير «عَلَمٌ مَعرُوفٌ في بَيرُوت وَأَولَاده مُعاصِرُون لَنَا، وَأَحفَادُه لَا يَزالُون يَحيون بَينَنَا، وَلَم نَعرِف ذَلِكَ عَن أحدٍ مِنهُم».
قال الأديب والصحفي فارس نمر أنَّهُ وصديقه يعقوب صرُّوف كانا يخشيان، إذا ما أصدرا مجلَّة المُقتطف ألَّا يُؤزَرَا من خاصّة طُلَّاب اللُغة العربيَّة والمُتأدبين بآدابها والرافعين لوائها أمثال أحمد فارس الشدياق وناصيف اليازجي ويُوسُف الأسير وإبراهيم الأحدب وأمثالهم من عُلماء الشَّام، لأنَّهم «كَانُوا هُم وأَتبَاعهم قلَّمَا يُقدِّرون لِغَير اللُّغة العَرَبيَّة قَدْرًا وَلَا لِعلمٍ غَيرَ عُلُوم أَهلِهَا وَأُدَبَائِهَا مَقَامًا». وقال الأب لويس شيخو أنَّ المُسلمين الشوام كان لهم الفضل الأكبر في رفع لواء الآداب في ختام القرن التاسع عشر الميلادي، وعدَّ الشيخ يُوسُف الأسير على رأس هؤلاء. أمَّا الشاعريَّة فشكَّلت أيضًا جانبًا مُهمًا من جوانب الشخصيَّة الأدبيَّة للأسير، فقال مارون عبُّود: «وكَأنِّي بِك تَقُول لي: والشَّيخ يُوسُف شَاعِرٌ أيضًا؟ نَعَم يَا سَيِّدِي، فَقَلَّمَا تَجد وَاحِدًا مِن هَؤلاء الجَهَابِذَة لَم يَقُل الشِّعر. نَاهِيكَ أنَّ الشَّيخ يُوسُف الأَسير شَاعِرٌ مَجيد وفِي دِيوانِه القَصَائِد وَالمُوَشَّحَات وَالمُقَطَّعَات الحِكَمِيَّة». ووصف عبُّود شعر الأسير بأنَّهُ رائقٌ فصيح، وأكثره في المدح، وكان أكثر مدحه في صديقة أحمد فارس الشدياق، وقال أنَّ شاعريَّته مثل شاعريَّة الشيخ إبراهيم الأحدب وإن فاقه هذا في غزارة مادَّته. أظهر الأسير تصوُّفًا وتذلُّلًا لله في شعره، وتفاخر بإسلامه وحُبِّه للقُرآن، فقال في إحدى قصائده:
وقال يفتخر بالقُرآن ويُصوُّر حُبَّه سماع آياته تُرتَّلُ دومًا:
وممَّا قاله في مدح الرسول:
انصبَّ جُزءٌ من شعر الشيخ الأسير على المدح والتقريظ، وكان مديحه التفاتة نحو أصدقائه ومعارفه اعترافًا وتقديرًا لهم ولفضلهم في مجال عملهم، ولم تكن غايته التكسُّب. من ذلك ما قاله مُهنِّئًا نسيب بك جُنبُلاط عندما نال النيشان العُثماني من الرُتبة الثانية:
وقال يُقرِّظ ديوان صديقه الشيخ أبي الحسن الكستي عند صُدُوره:
طرق الأسير أيضًا باب الغزل دون أن يخرج عن حُدُود العفَّة والرصانة، وعالج وصف الطبيعة والأشياء، وأشاد ببعض الأعمال العُمرانيَّة كبناء الجامع العُمري الكبير بصيدا سنة 1882م، وببعض الأعمال الأدبيَّة والفكريَّة مثل الرواية المسرحيَّة «أرزة لُبنان» التي ألَّفها الأديب مارون النقَّاش.

### في القضاء والفتيا والفقه
كان الأسير فقيهًا من كبار فُقهاء عصره، لهُ فتاوى واجتهادات كثيرة، وبُحُوثٌ في الفرائض الشرعيَّة المُختلفة، فمن أشهر كُتُبه «شرح رائض الفرائض» الذي تحدَّث فيه عن الميراث في الإسلام على المذهب الحنفي، المذهب الرسمي للدولة العُثمانيَّة، علمًا بأنَّ الأسير نفسه كان على المذهب الشافعي، وهذا ما دفع الباحثين والعُلماء إلى امتداحه لسعة اطلاعه وتعمُّقه في الفقه الإسلامي. وفي الكتاب المذكور فصَّل الأسير الميراث تفصيلًا، فذكر أنَّ الذُكُور الذين يرثون ستَّة عشر صنفًا، والإناث اثنا عشر صنفًا. ووضَّح مقادير وأنصبة الوراثة بأنَّها ستَّة على السُدُس والثُلُث ومُثنَّى الثُلثُ والثُمُن والرُّبع والنصف، وأنَّ هُناك نصيبٌ سابع يثبت بالاجتهاد.

### تلامذته ومُعاصروه

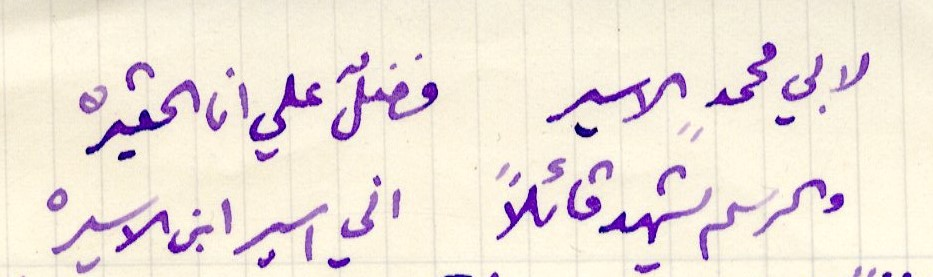
أبياتٌ نظمها البطريق حدَّاد اعترافًا بفضل الأسير عليه. نقلها عن الأصل وخطَّها العلَّامة عيسى إسكندر المعلوف.

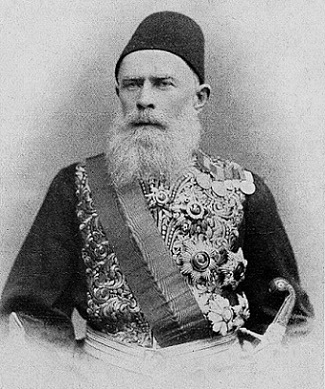
العلَّامة أحمد جودت باشا، من أبرز أعلام الدولة العُثمانيَّة الذين تتلمذوا على يديّ الأسير خلال فترة إقامته في إستنبول.

تتلمذ على يديّ الأسير أجيالٌ من الأُدباء والشُعراء والفُقهاء والقُضاة والساسة، منهم من أصبح من كبار مُوظفي الدولة العُثمانيَّة وعُظماء قادة جيشها، كما تعلَّم لديه بعض المُرسلين والمُبشِّرين الغربيين الذين مالوا إلى تعلُّم العربيَّة وعُلُومها. ففي إستنبول كان من تلاميذه صفوت باشا وزير الداخليَّة، ومُحمَّد رُشدي باشا الشرواني الصدر الأعظم، وأحمد جودت باشا وزير المعارف، ونقولا پروسپر بوره (بالفرنسية: Nicolas Prosper Bourée)‏
السفير الفرنسي لدى السلطنة العُثمانيَّة.
وفي الديار الشَّاميَّة كان من تلاميذه الشيخ مُحمَّد بن قاسم الكستي قاضي بيروت، وجرجس بك صفا الذي كان قاضيًا في محكمة المتن ثُمَّ تولَّى القضاء في محكمة الاستئناف في جبل لُبنان ثُمَّ صار عُضوًا في محكمة التمييز العُليا عند إنشاء دولة لُبنان الكبير، ثُمَّ رئيسًا لمحكمة استئناف الحُقُوق والتجارة في بيروت. ومنهم الشيخ حبيب لُطف الله قائم مقام زحلة، الذي شغل أيضًا عُضويَّة دائرة استئناف الحُقُوق والتجارة في بيروت. ومنهم أيضًا العلَّامة غريغوريوس الرابع حدَّاد الذي أصبح بطريق أنطاكية للروم الأرثوذكس، ويُوحنَّا الحاج بطريق الموارنة والمُطران يُوحنَّا الحبيب مُؤسس جمعية المُرسلين اللُبنانيِّين الموارنة. كما كان على علاقةٍ طيِّبةٍ بالشيخ مُحمَّد رشيد بن مُصطفى الميقاتي، من كبار عُلماء طرابُلس الشَّام، وقال في حقِّه:

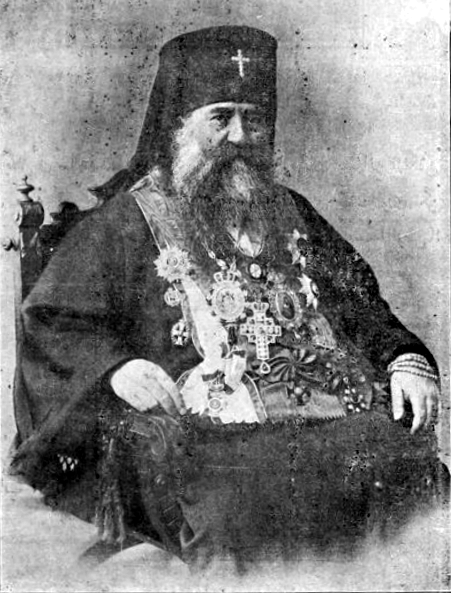
بطريق أنطاكية وسائر المشرق للروم الأرثوذكس غريغوريوس الرابع حدَّاد، من أبرز التلاميذ الشوام للأسير.

ومن تلاميذه الشوام أيضًا أنطون عمُّون الذي تولَّى رئاسة مجلس إدارة جبل لُبنان في عهد المُتصرِّف رُستم باشا، ونقولا الشمَّاس الذي كان سبَّاقًا في نقل القوانين والمراسيم السُلطانيَّة الهامَّة من العُثمانيَّة إلى العربيَّة، وسليم باز أفضل من شرح مجلَّة الأحكام العدليَّة في الأقطار العربيَّة. ومن المُحامين الذين تتلمذوا على يديه في مدرسة الحكمة وغيرها: أسعد عقل مُؤسِّس جريدة البيرق، ووديع نعيم الذي صار وزيرًا وعُضوًا في المجلس النيابي اللُبناني ووالد إدمون نعيم حاكم مصرف لُبنان (1985 – 1991م). ومن المُرسلين الأجانب الذين تعلَّموا العربيَّة على يديه: الدكتور عالي سميث والدكتور كرنيليوس ڤانديك، وقد نشأت بين الشيخ يُوسُف وهذين الرجُلين صداقة استمرَّت طيلة حياتهم. وكذلك الدكتور مارتن هرتمن أُستاذ اللُّغة العربيَّة في مدرسة الألسُن الشرقيَّة ببرلين.
كان للإناث نصيبٌ في التعليم على يد الشيخ يُوسُف الأسير، ومن هؤلاء «لويزة» ابنة قُنصل فرنسا في صيدا وزوجة دياب أفندي رئيس القلم الأجنبي في حُكُومة مُتصرفيَّة جبل لُبنان. فقد تمكَّنت بفضل مُواظبتها على دُرُوس الأسير من إتقان العربيَّة قراءةً وكتابةً، وكذلك نثرًا ونظمًا، حتَّى قيل أنَّها مدحت فيما بعد باي تُونُس بقصيدةٍ رائعة.
أمَّا مُعاصرو الأسير فكانوا كُثرًا، ما بين ساسةٍ وعُلماء وقُضاة وصحفيين وأُدباء وشُعراء. فمن عُلماء مصر عاصر الإمامين جمال الدين الأفغاني ومُحمَّد عبده والشيخان مُحمَّد الطنتدائي (الطنطاوي) وحسن القويسني، ومن عُلماء الشَّام عاصر الشيخ أبو الحسن الكستي وولده مُحمَّد والشيخ إبراهيم الأحدب. أمَّا أعلام اللُغة والأدب فمنهم: أحمد فارس الشدياق، والشيخان ناصيف وإبراهيم اليازجيَّان، والمُعلِّم بُطرس البُستاني وولده سليم، والحاج حُسين بيهم، وعُمر الأُنسي، وخليل إلياس سركيس، والشيخ عبد القادر القبَّاني.
عاصر الأسير أيضًا خمسة سلاطين عُثمانيين: محمود بن عبد الحميد وابناه عبد المجيد وعبد العزيز، وحفيداه مُراد وعبد الحميد. كما عاصر من وُلاة مصر العلويين: مُحمَّد علي باشا وابنه إبراهيم، ثُمَّ عبَّاس حلمي باشا ومُحمَّد سعيد باشا وإسماعيل باشا وتوفيق باشا. وعاصر أيضًا أربعة من مُتصرفي جبل لُبنان هُم: داود باشا وفرنكو باشا ورُستُم باشا وواصه باشا. كما عاصر عدَّة وُلاة لصيدا مثل عزَّت أحمد باشا ومحمود نديم باشا، وأوَّل وُلاة بيروت علي باشا الشرابجي.

## أفكار الأسير

### في السياسة والإصلاح
تكوَّن لدى جُمهُور المُثقفين والمُفكرين والمُصلحين في الدولة العُثمانيَّة ثلاثة تيَّارات سياسيَّة أواخر القرن التاسع عشر الميلاديّ:
- التيَّار الإسلامي: وهو التيَّار الذي تزعَّمه السُلطان عبد الحميد الثاني، وهو يدعو إلى الوحدة الإسلاميَّة في ظل الخلافة العُثمانيَّة عبر ما عُرف بـ«الجامعة الإسلاميَّة». هدف هذا التيَّار إلى تحرير البلاد الإسلاميَّة المُحتلَّة في الديار المغربيَّة وآسيا الوُسطى والجنوبيَّة من نير الاستعمار الغربي والنُهُوض بالمُسلمين فكريًّا وروحيًّا والارتقاء بهم إلى مُستوى الشُعُوب الحُرَّة المُتقدِّمة، وتطبيق الشريعة الإسلاميَّة تطبيقًا يتلاءم مع مُقتضيات العصر.
- التيَّار العُثماني: وهو يهدف إلى الحفاظ على النظام الدُستُوري في الدولة العُثمانيَّة، وتحقيق المُساواة بين جميع المُواطنين العُثمانيين على اختلاف أعراقهم وقوميَّاتهم وأديانهم، عبر توحيد الجميع في أُمَّةٍ واحدة.
- التيَّار العربي: وكان يهدف إلى تحقيق الاستقلال الذاتي للولايات ذات الغالبيَّة العربيَّة مع البقاء تحت الراية العُثمانيَّة، أي تحكم الولايات العربيَّة نفسها بنفسها على أساس نظام اللامركزيَّة الإداريَّة.

انتمى الشيخ يُوسُف الأسير إلى التيَّار الأوَّل، وكان يدعو للإصلاح ضمن الدولة العُثمانيَّة ومن خلال السُلطة نفسها وإطار الإسلام، واعتبر الساسة من وُزراءٍ وغيرهم مسؤولين عن الفساد وتخلُّف البلاد، وأنَّ الإصلاح مطلوبٌ منهم، أمَّا السُلطان فهو رمز وحدة المُسلمين وذخيرة الإسلام، فمن الواجب الحفاظ على مكانته. اتَّخذ الأسير من الصحافة منبرًا للدعوة إلى الإصلاح وواجب سيادة العدل بين الناس وضرورة نشر مبادئ الحُريَّة بينهم، وتميَّز بانتقاء ألفاظه وعباراته بدقَّة تفاديًا للإساءة إلى السُلطان أو إثارة العامَّة ضدَّه، من ذلك قوله: «لا يُخفَى أنَّ طَاعَة السُلطَان من طَاعَة الرّحمٰن، فَإذَا عَدَل كَان لهُ الأَجر وَعَلَىٰ الرعيَّة الشُكر، وَإذَا جَارَ كَانَ عَليهِ الإِصْر وَعَلَىٰ الرعيَّةِ الصَّبر. وَقَد قِيلَ الدُعاء لِلسُلطَان من أَعظَم العِبَادَات لأَنَّهُ من النَّفع العَام... وَفَسَادُ الرعيَّةِ بِلا سُلطانٍ كفَسَادِ الجسمِ بلا رُوح، وهُوَ في النَّاسِ كالرَّأسِ في الجَسَد... كَمَا يجبُ عَليهِ مُرَاعَاة أَحوَالِهم وَإنجَاحِ أَعمَالِهم...».

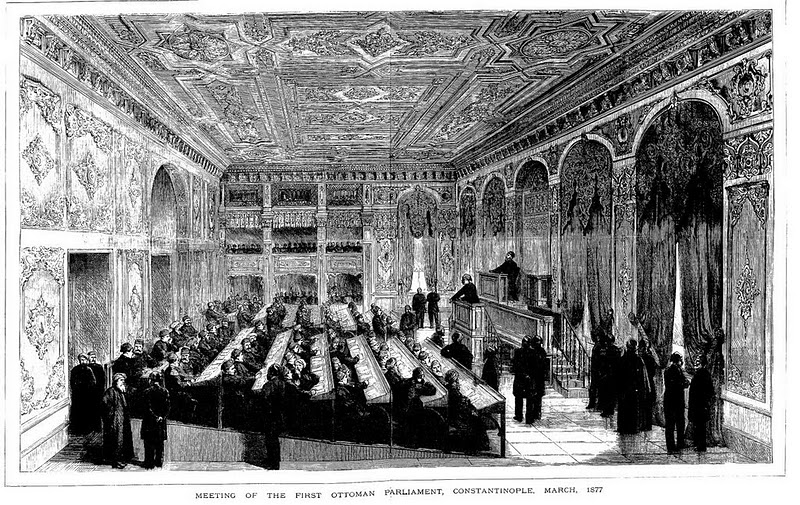
أولى جلسات مجلس المبعوثان العُثماني سنة 1877م.

أيَّد الأسير الخط الهُمايوني الشريف الصادر سنة 1876م والذي شمل إجراء إصلاحاتٍ عدَّة في الدولة العُثمانيَّة، على رأسها إنشاء «مجلس المبعوثان» ليكون أوَّل مجلسٍ نيابيٍّ مُمثلٍ لعُمُوم العُثمانيين. وذكر أنَّ أسباب تأخُّر الدولة العُثمانيَّة عائدة في مُعظمها إلى «عَدَم جَريَان النظَام عَلَىٰ الأَحكَام الجَليلَة الشَرعِيَّة، بِحَيثُ كَانَت الأَهوَاء تَجرُّ المَأمُورِين إلىٰ مَا يُريدُون بِمَا يَنبُذُ تِلكَ الأَحكَام ظَهرِيًّا...» وأكَّد أنَّ مُوافقة القوانين لأحكام الشريعة الإسلاميَّة يصب في مصلحة الناس ويُحقِّق لهم النفع ويأتيهم بالخير. وطالب الأسير بوضع الرجل المُناسب في المكان المُناسب ومنحه الصلاحيَّات الضروريَّة لأداء مُهمَّاته، وعدم نقله من مكانه دون موجب ليتمكَّن من خدمة الناس وإصلاح أُمُورهم على المدى الطويل، فقال: «...وَمِن تِلكَ المَطَالب قَضيَّة إعطَاء المَأمُورِيَّات لِأهلِها دِرَايةَ وَعِفَّة وَقُدرَةً عَلَىٰ إجرَاءِ الأَوَامِر مَع امتِدَاد مُدَّة المَأمُور لِيُتِمَّ بِنَاء مَا شَرَع فِيه وَوَضع أَسَاسه في مَأمُورِيَّته بِحيثُ يَكون كُلَّ مَأمُور أيًّا كَان قَارًّا في وَظيفَته لَا يُرفَعُ مِنهَا بِلا مُوجِب... وَلَا أضَر عَلَىٰ المَلك والرَّعَايَا من تَبديل المَأمُورين النَّاصِحين لِلدولَةِ وَالمِلَّة بِلا مُوجِب...».

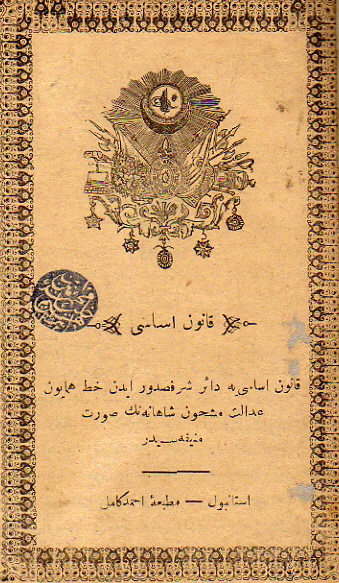
غلاف القانون الأساسي أو الدُستور العُثماني الصادر سنة 1876م.

أكَّد الأسير على لُزُوم نشر العُلُوم والمعارف لما في ذلك من تأثيرٍ في ازدهار البلاد وتقدُّمها، خُصُوصًا وأنَّ الناس راغبة في ذلك وقادرة على تحقيقه، لما فُطرت عليه من ذكاءٍ وفطنة، فقال: «وَمِن تلكَ المَطَالِب أَيضًا تَأكِيد الأَمر بِنُمُوِّ الفُنُونِ والمَعَارِف وازدِيَادِهَا نَظَرًا لِاستِعدَاد الرَّعَايَا التَّام لِقَابِلِيَّة التَحَلِّي بِهَا لِمَا فُطِرُوا عَليهِ من الذَكَاء المُفرِط والفطَن الوَقَّادَة. وَلَا يَخفَى أَنَّ انتشَار المَعَارِف وَالفُنُون حَاصِلٌ بِالفِعل في جَمِيع المَمَالك المَحرُوسَة والمَطلُوب ازدِيَاد ذَلِك والاجتِهَاد بِإبلَاغِه إلىٰ أَعلَىٰ دَرَجَةٍ وَتَعميم نَشر أُصُول المَعَارِف فَورًا...». ودعا الأسير إلى تحسين الأوضاع الصناعيَّة والتجاريَّة والزراعيَّة كما تفعل كُل الأُمم الكبيرة لما فيه خير شُعُوبها، فقال: «...وَمِن ذلِكَ الحَث عَلَىٰ اتِّخَاذ الصَنَائِع وَالتِجَارَة وَالزِّرَاعة ممَّا نَفعُه العَام لِتقدُّم الرعيَّةِ مشهُور وَهُوَ في الدَرَجَةِ الأُولىٰ من مَقَاصِد الدُّوَل العَظِيمَة».
رأى الأسير أنَّ أحد أسباب ضعف الدولة العُثمانيَّة فساد إدارتها الماليَّة، وذكر أنَّ السُلطان عبد المجيد تُوفي والدين العام أربعة ملايين ليرة، أنفق مُعظمه في حرب القرم وفي إخماد الفتنة الطائفيَّة الكُبرى بالشَّام ومُعالجة آثارها. وعند نهاية عهد السُلطان عبد العزيز وصل الدين العام إلى مائتين وخمسين مليون ليرة دون أن يكون قد أنفق على عمارة البلاد وتقدُّمها، وأنَّ تلك الإدارة السيِّئة أدَّت أيضًا إلى قيام فتنة البوسنة والهرسك. واعتبر أنَّ الإصلاح أساس كُل تقدُّم ونُمُوّ وعُمران في جميع ممالك الدُنيا، وإهماله أساس تأخُّر الأُمَّة الإسلاميَّة وتفرُق كلمتها وطمع الأعداء بها، وأنَّ سبب الحرب التي عانتها بلاده في زمن كتابته هذه المعلومات، أي الحرب الروسيَّة العُثمانيَّة، وما استنزفته من ثروات البلاد ومواردها البشريَّة، راجعٌ إلى عدم قيام الساسة والعامَّة بواجبها في الإصلاح.
أشار الأسير إلى أنَّ من دعائم الإسلام - في زمانه - تثبيت القانون الأساسي، أي الدُستُور العُثماني، وأنَّ مسؤوليَّة تدعيم الإصلاح تقع على عاتق كُل فرد، خُصوصًا وأنَّ من واجبات الأفراد انتخاب أعضاء مجلس المبعوثان الذين أُنيطت بهم مُهمَّة الإصلاح واستحداث القوانين. وأكَّد أنَّ انتخاب الأشخاص ذوي النوايا الحسنة والكفاءة العالية ممَّن يتحسَّسون بالصالح العام ولا يسيرون حسب مصالحهم الشخصيَّة والخاصَّة، كُل ذلك يُعجِّل بالإصلاح ويُؤدِّي إلى حُسن تقدُّم البلاد وازدهارها. وأهاب الأسير بالعُثمانيين أن ينتخبوا القادرين الأكُفَّاء ولا يخشوا ضغطًا من أي مسؤول، خُصوصًا أنَّ الوالي الجديد لسورية (مدحت باشا) عازمٌ على إجراء التغييرات المطلوبة.

### في الدين والمُجتمع
كان الشيخ يُوسُف الأسير مُسلمًا مُتدينًا، تقيًّا ورعًا. وكان مُتعمقًا في المسائل الدينيَّة من فقهيَّة وغيرها، شديد الانفتاح على العقائد الأُخرى والمذاهب الإسلاميَّة الثلاثة غير مذهبه الشافعيّ، بصيرًا بأحكامها وأُصُولها. وكان كثير الاهتمام بشُؤون صيدا مسقط رأسه، رُغم إقامته الدائمة في بيروت. فإنَّهُ كان كثير التردُّد إليها، يزور أقاربه وأصدقائه ويتفقَّد شُؤونهم، كما أنَّ أعضاء «جمعيَّة نشر العلم والفضيلة» اعتادوا زيارته في منزله في بيروت خلال النصف الآخر من رمضان من كُلِّ سنة، للتداول بأُمُور صيدا وسُبُل تحسين مُستواها العلمي والثقافي وتدارُس نشاطات الجمعيَّة المذكورة، ويتسلَّم الأعضاء التبرُّعات التي جمعها لهم الأسير نفسه. رأى الأسير أنَّ تعليم البنات هام وضروري، وفيه خيرهنَّ وصلاح أمرهنَّ وأمر البلاد، وإن كان يميل إلى تعليمهنَّ مهنًا تُفيدُهنَّ في حياتهنَّ العائليَّة، كالخياطة والتطريز وغيرها.

## آثاره

### الشُرُوحات
وضع الشيخ يُوسُف الأسير الكثير من الشُرُوح والمُلاحظات على العديد من الكُتُب، منها:
1. قاموسٌ مُوسَّع في اللُّغة لم يُطبع.
2. مُقدِّمة مُطوَّلة على مقامات الحريري.
3. حاشية مُطوَّلة نفيسة على شرح التلخيص للتفتازاني في المعاني والبيان، وقد ضاع أكثرها ولم يبقَ إلَّا ثلاثين ورقة من أوَّلها، احتفظ بها جرجس صفا تلميذ الأسير.
4. شرحٌ مُختصر على بديعيَّة صفيّ الدين الحلِّي.
5. حاشية على شرح المقالات العشر للدورقي.
6. حاشية على شرح الإيساغوجيَّة في المنطق المنسوب لأثير الدين الأبهري.
7. شرحٌ مُختصر على لاميَّة العرب.

### المسرحيَّات
ورد في بعض المصادر المُترجمة للأعلام العرب والمُسلمين أنَّ الأسير ألَّف مسرحيَّات أو رواياتٍ عدَّة. فقال الڤيكُنت فيليپ دي طرازي أنَّهُ ألَّف مسرحيَّة بعنوان «سيف النصر» رصد ريع حفلاتها لمُشترى أدوات الطباعة لجريدة ثمرات الفُنُون في بداية تأسيسها. كما قال مارون عبُّود أنَّهُ وجد في ديوان عُمر الأُنسي ذكر لمسرحيَّة نُسبت للأسير عنوانها «ديوان الأفكار». وقال يُوسُف أسعد داغر أنَّ «سيف النصر» إنَّما هي رواية وليست مسرحيَّة.

### رسالة الجراد
رسالة صغيرة طُبعت في بيروت سنة 1865م، وتتألَّف من اثنتيّ عشرة صفحة. وهي رسالة علميَّة تصف الجراد وأنواعه وأسمائه وصفاته. وهذه الرسالة غير مُبوَّبة، ويُمكن تلخيص مواضيعها بالشكل التالي: المُقدِّمة، ثُمَّ وصف الجراد، ثُمَّ كيفيَّة توالده، وأسماء الجراد ومعانيه. ويُؤكِّد أنَّ الجراد يؤكل، ولكنَّ قلَّة من الناس تأكله لا لحُرمةٍ شرعيَّة وإنَّما لقلَّة الاعتياد على ذلك. وفي الختام يسأل الله أن يُجنِّب الناس خطر الجراد لأنَّ مجيء أسرابه إلى البلاد يُؤدِّي لكوارث كبيرة.

### شرح أطواق الذهب في المواعظ والخُطب
كتابٌ صغير، يقع في مئةٍ وثماني صفحات، ويضم مئة مقالة في المواعظ والنصائح ومكارم الأخلاق والحِكم، من تأليف العلَّامة أبي القاسم محمود بن عُمر الزمخشري، وعليه تعليقاتٌ وشرحٌ للشيخ الأسير.

### إرشاد الورى لنار القُرى
كتابٌ صغير يقع في ثلاثٍ وتسعين صفحة، ردَّ فيه الأسير على كتاب «نار القُرى في جوف الفرا» للشيخ ناصيف اليازجي، وهو في النقد اللُّغوي. شدَّد الأسير نقده على عمل اليازجي، قائلًا بأنَّ ما قصده من تأليف كتابه إصلاح لُغة العرب، بينما كان عليه إصلاح ألفاظه وانتقائها أولًا. واستخدم الأسير في نقده عبارات لاذعة وساخرة، كقوله: «أَبياتُ جَوفِ الفَرَا كَجَوفٍ خَرَاب، لم تَحتَوِ إلَّا عَلَىٰ مَا هَوَ كَنِعَابِ الغُرَاب...»، وأشار إلى أنَّ ما كتبه اليازجي يصعب إصلاحه، فقال: «مَا تَفعَل المَاشِطَة بالشَّعرِ العَكِش؟ والصَّابُون بالوَجهِ الجَرِب؟ وَالجَصَّاص بِالبيتِ الخَرِب؟».

### ردّ الشهم للسهم
كتابٌ صغير يقع في ستٍ وخمسين صفحة فقط. وهو ردٌ على كتاب «السهم الصائب» لسعيد الشرتوني، الذي هو بدوره نقدٌ لكتاب «غنية الطالب» لأحمد فارس الشدياق. وهو يبدأ نقده للكتاب بعُنف، فيقول عن مُؤلِّفه الشرتوني أنَّهُ «جاء من شرتون فوقع في شرِّ آتون»، وأنَّهُ بنقده لكتاب الشدياق «فعل كما العُصفُور الذي حارب باشقًا لخفَّته وقلَّة عقله». وفي سياق الكتاب يُعدِّد الأخطاء التي وقع فيها الشرتوني، لا سيَّما أخطاء قواعد العربيَّة.

### شرح رائض الفرائض
كتابٌ يقع في مئتين وخمسةٍ وثمانين صفحة، يدُورُ حول الميراث في الإسلام وفق المذهب الحنفي، علمًا بأنَّ الأسير كان شافعيًّا. يبدأ الكتاب بالإشارة إلى أنَّ علم الفرائض من أجلِّ العُلُوم وأوسعها، والنبيُّ حثَّ على تعلُّمه وتعليمه، وأنَّهُ ألَّفه لصُعُوبة هذا الفن في سبيل التسهيل على الناس فهم دقائقه، وأنَّ اعتماده مذهب الإمام أبي حنيفة لأنَّهُ المذهب الرسمي للدولة العُثمانيَّة. قسَّم الأسير كتابه هذا إلى تسعة أبواب تضمُّ ستَّة فُصُول، أمَّا الأبواب فهي: باب الوراثة، وباب الفرض، وباب العول، وباب الرَّد، وباب التعصيب، وباب الحجب، وباب الحساب، وباب المُناسخة، وباب أولي الأرحام.

### ديوان الروض الأريض
ديوان شعرٍ يضُمُّ مُعظم ما نظمه الأسير. بلغت صفحاته الثمانين من القطع الصغير. يضمُّ هذا الديوان قصائد عدَّة تشتمل على بضع مئاتٍ من الأبيات، وتدور في شتَّى المواضيع من وصفٍ ونجوى وغزلٍ ومدحٍ ورثاءٍ وتأريخٍ لأحداثٍ وعمائر وغير ذلك. كتب مُقدِّمة الديولن وأنفق على طبعه الشيخ إبراهيم بن عبد الرحمٰن المجذوب في بيروت، ويشتمل على أربع مُوشَّحات، وثماني وعشرين قصيدة في المدح، وأربعٍ في المراثي، وتسعة تقاريظ، والباقي تأريخٌ لولاداتٍ أو وفيَّات، وتاريخ تجديد عمارة بعض المساجد. ويضمُّ في آخره ثلاث قصائد في تقريظه للشُيُوخ إبراهيم الأحدب وأبي الحسن الكستي وإبراهيم المجذوب، جامع الديوان.

## حواشٍ
- ^ أ: قالت الباحثة اللُبنانيَّة مُنى عُثمان حجازي، استنادًا إلى مُقابلةٍ أجرتها مع المُؤرِّخ البيروتي الدكتور حسَّان حلَّاق في شهر تشرين الأوَّل (أكتوبر) 1988م، أثناء إعدادها لرسالة ماجستير حول الشيخ يُوسُف الأسير: إنَّ الأخير كان على المذهب الحنفي الذي هو المذهب الرسمي للدولة العُثمانيَّة، وكانت أحكامه وفتاويه تتحدَّر بموجب هذا المذهب «وَإِن كَانَ مُنفَتِحًا عَلَى المَذَاهِب الأُخرَى، بَصيرًا بِأحكَامِهَا وأُصُولِهَا».[95]

- ^ ب: هذه الرواية نقلتها الباحثة سالفة الذكر عن لسان الشيخ حُسين الملَّاح إمام مسجد الزعتري في صيدا في 5 آب (أغسطس) 1988م، الذي نقلها بدوره عن الشيخ عُمر الحلَّاق.[27]

- ^ ت: هذه الرواية نقلتها الباحثة أعلاه عن ابن حفيد الشيخ الأسير قائممقام بعلبك صافي بن عُمر بن مُصطفى بن يُوسُف خلال شهر شُباط (فبراير) 1989م.[35]

- ^ ث: هذه الرواية نقلتها الباحثة أعلاه عن راعي أبرشيَّة بيروت المارونيَّة المطران خليل أبي نادر (1921 - 2009م) في مُقابلةٍ أجرتها معه في 10 نيسان (أبريل) 1989م.[59]

## وصلات خارجيَّة
- سوسن الأبطح (8 صفر 1445هـ = 26 آب [أغسطس] 2023م). "الشيخ يُوسُف الأسير نهضوي أزهري لا يزال مجهولًا". الشرق الأوسط. مؤرشف من الأصل في 26 تشرين الثاني (نوڤمبر) 2023. اطلع عليه بتاريخ 26 تشرين الثاني (نوڤمبر) 2023. {{استشهاد ويب}}: تحقق من التاريخ في: |تاريخ الوصول=، |تاريخ=، و|تاريخ أرشيف= (مساعدة)
- عبد الحليم حمُّود (4 أيَّار [مايو] 2023). "الماسونيَّة في جنوب لُبنان". مناطق. مؤرشف من الأصل في 26 تشرين الثاني (نوڤمبر) 2023. اطلع عليه بتاريخ 26 تشرين الثاني (نوڤمبر) 2023. {{استشهاد ويب}}: تحقق من التاريخ في: |تاريخ الوصول=، |تاريخ=، و|تاريخ أرشيف= (مساعدة)
- "قصائد يُوسُف الأسير الحسيني". الديوان. مؤرشف من الأصل في 2023-06-03. اطلع عليه بتاريخ 26 تشرين الثاني (نوڤمبر) 2023. {{استشهاد ويب}}: تحقق من التاريخ في: |تاريخ الوصول= (مساعدة)